# Raión de Shaki
Shaki (en azerí: Şəki), también denominado como Seki, es uno de los cincuenta y nueve rayones en los que subdivide políticamente la República de Azerbaiyán. La ciudad capital es Shaki. La región de Sheki se encuentra al noroeste de Azerbaiyán. Sheki está situado en el sur del Gran Cáucaso, 325 km de Bakú, en la región de Sheki-Zaqatala. Temperatura media anual en Sheki es 12 °С. Sheki ha sido nombrada este año “Capital Cultural del mundo túrquico”.
El Comité del Patrimonio Mundial, reunido en Bakú, inscribió el Centro histórico de la ciudad capital de Shaki y El Palacio del Kan de Azerbaiyán en la Lista del Patrimonio Mundial.

## Territorio y Población

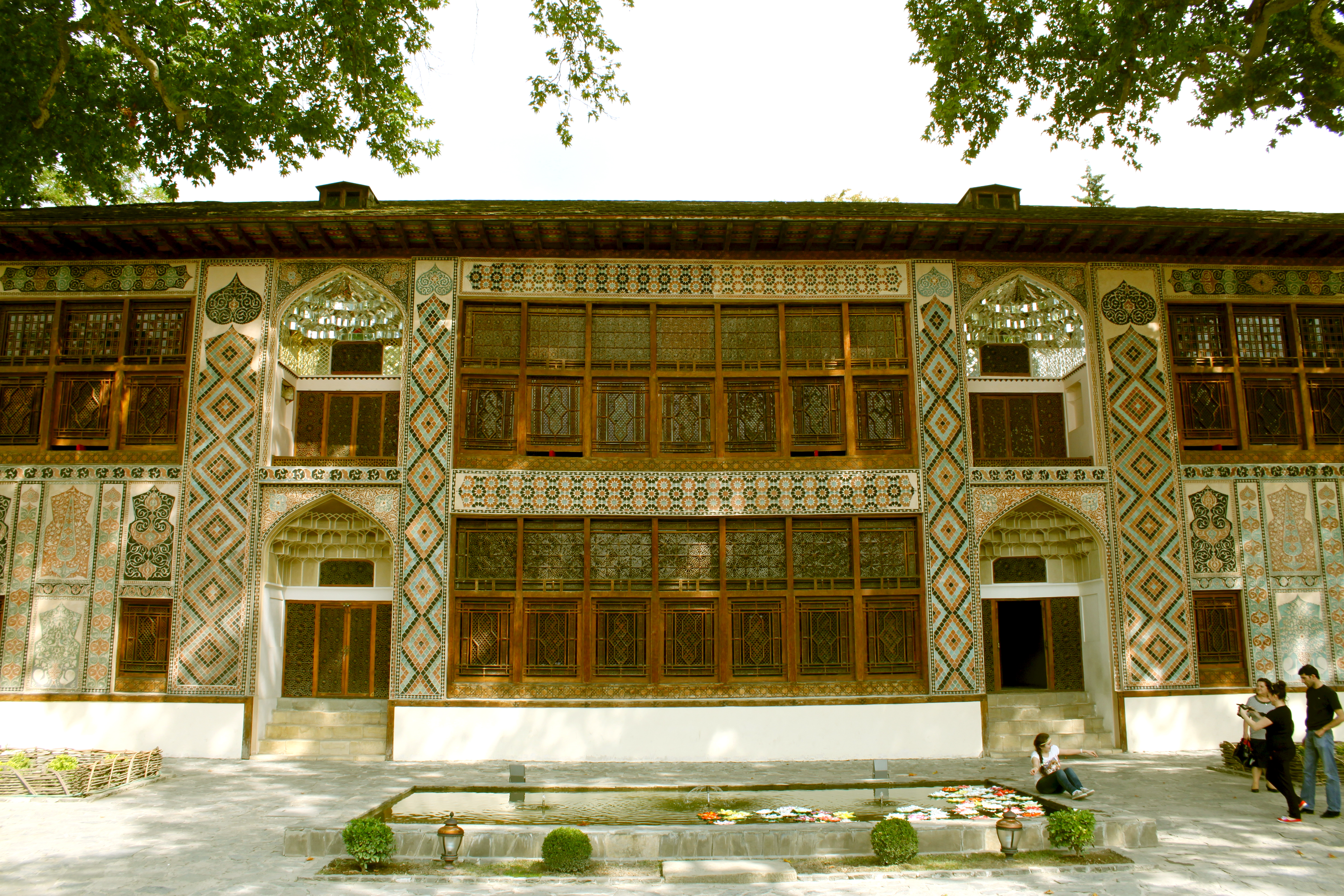
Palacio de los Kanes de Sheki.

Comprende una superficie de 2432,75 kilómetros cuadrados, con una población de 163 300 personas y una densidad poblacional de 67,12 habitantes por kilómetro cuadrado.

## Palacio de los Kanes de Sheki
Es el palacio, que situada en Sheki y fue residencia de verano de los Kanes de Sheki. Este palacio es una combinación de arquitectura nacional y tradiciones de arquitectura palaciega. El palacio fue construido en 1797 por Muhammad Hasan Kan. La última restauración total y completa duró de 2002 a 2004. La residencia de verano es famosa por la espléndida decoración de su exterior e interior. Las paredes interiores del palacio están cubiertas por completo con frescos pintados en diferentes periodos durante el siglo XVIII. Muchos de los frescos tienen flores en jarrones, mientras que una serie de pinturas en los pasillos del primer piso representan escenas de caza y batallas.

### Galería

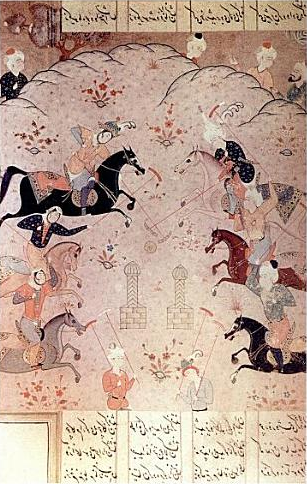
Una miniatura del siglo XVI muestra un juego de chovgan, en la historia de Cosroes y Shirin de Nizamí Ganyaví

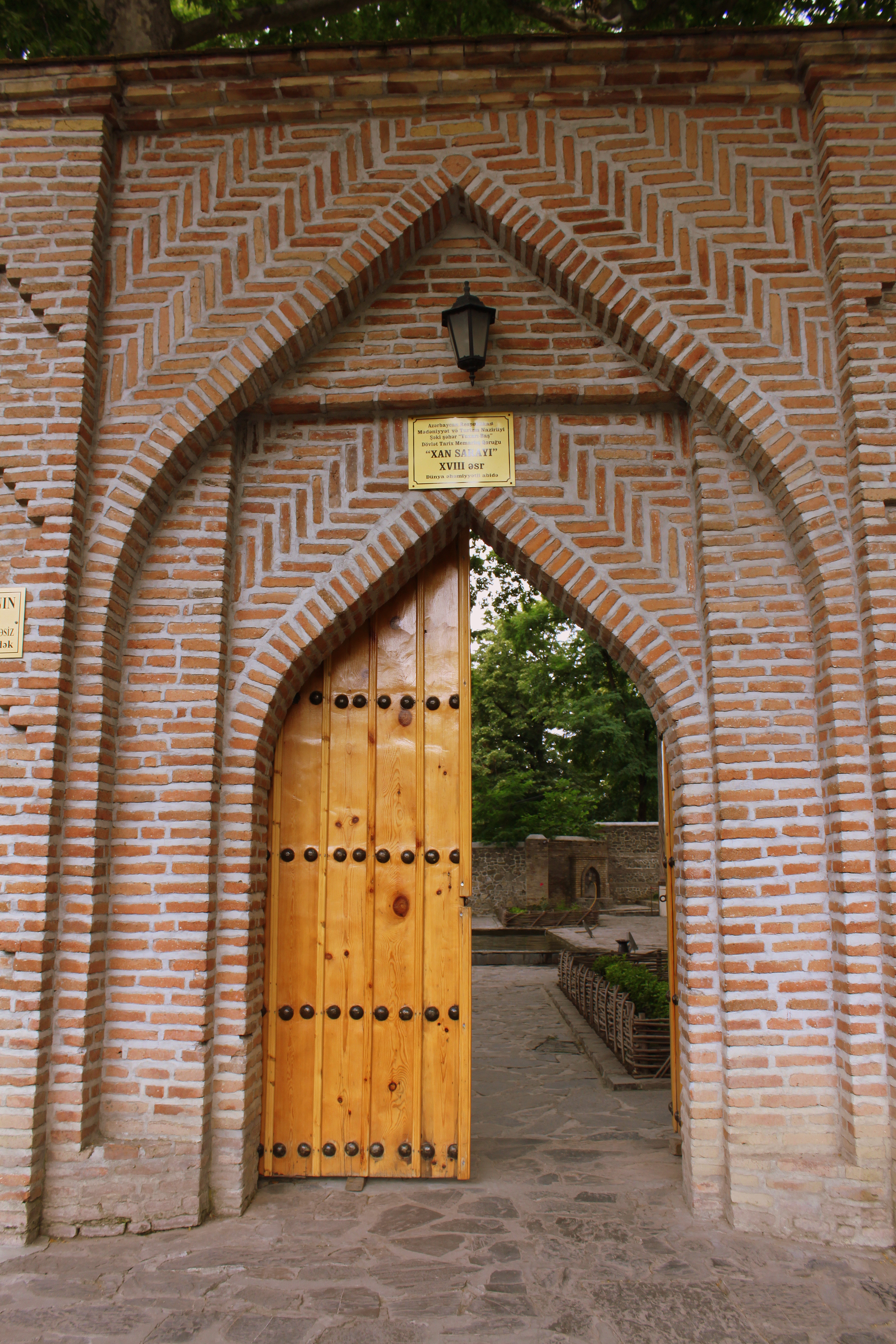
Puerto de entrada en el palacio
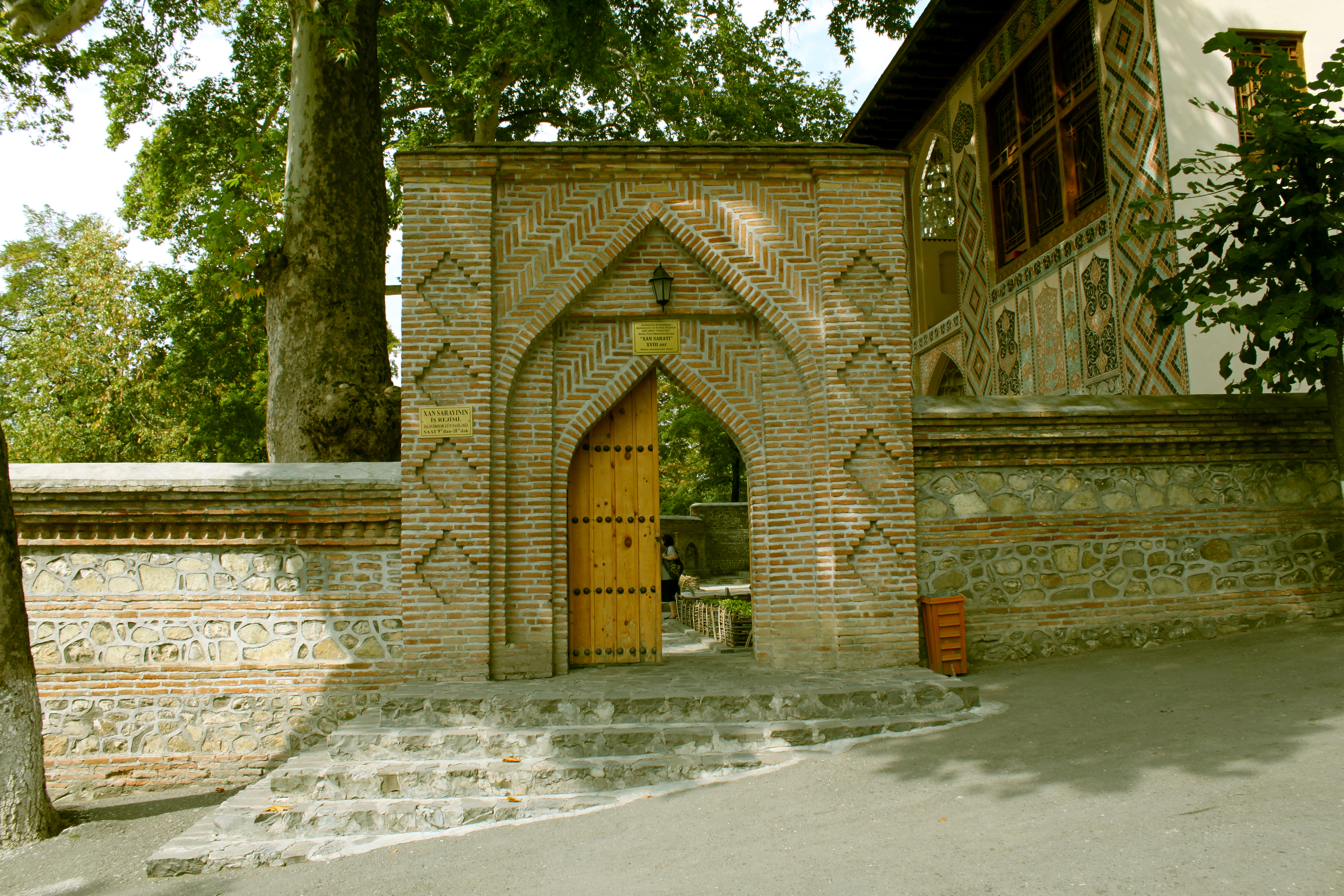
Puerto de entrada en palacio (2)
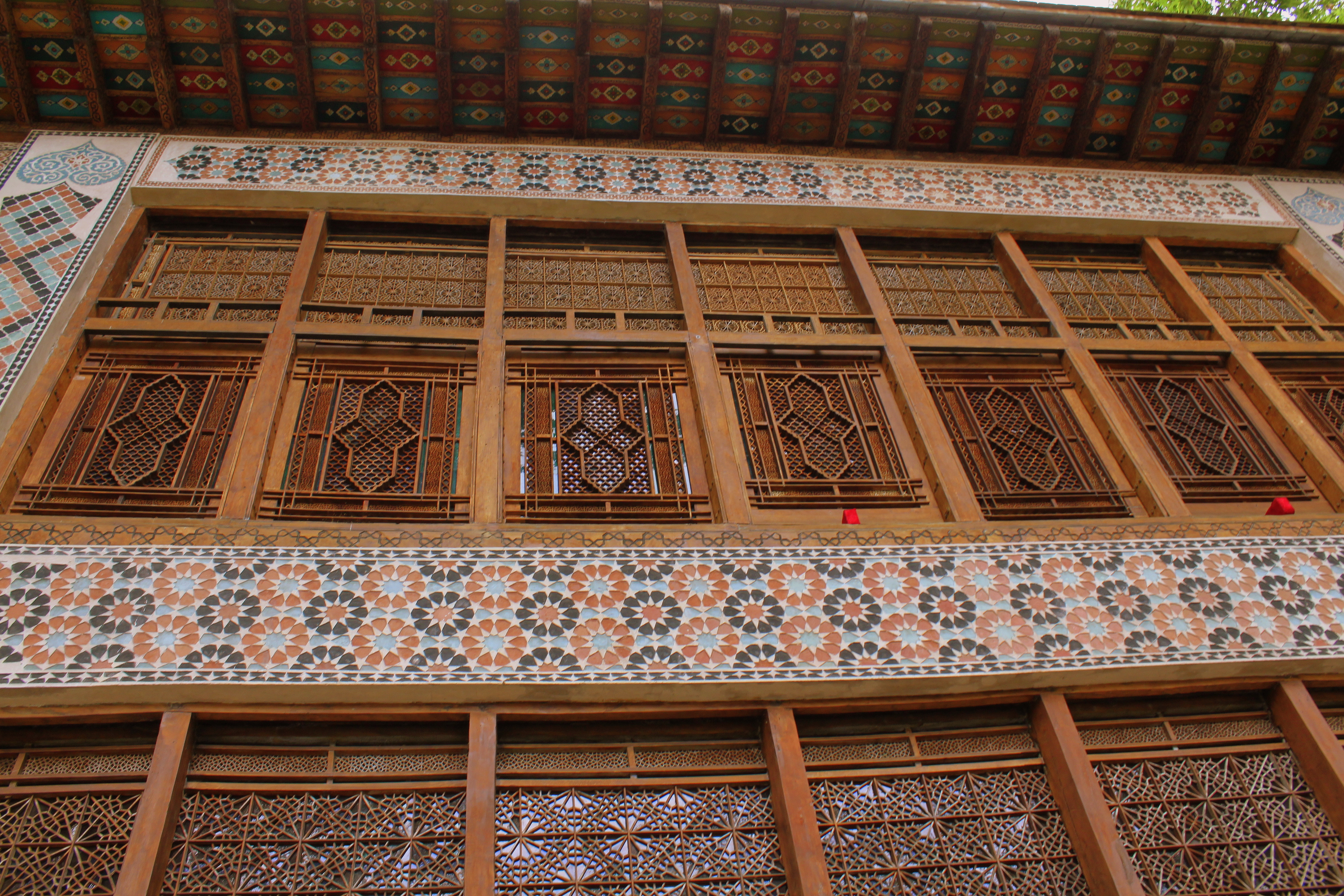
Fachada del palacio
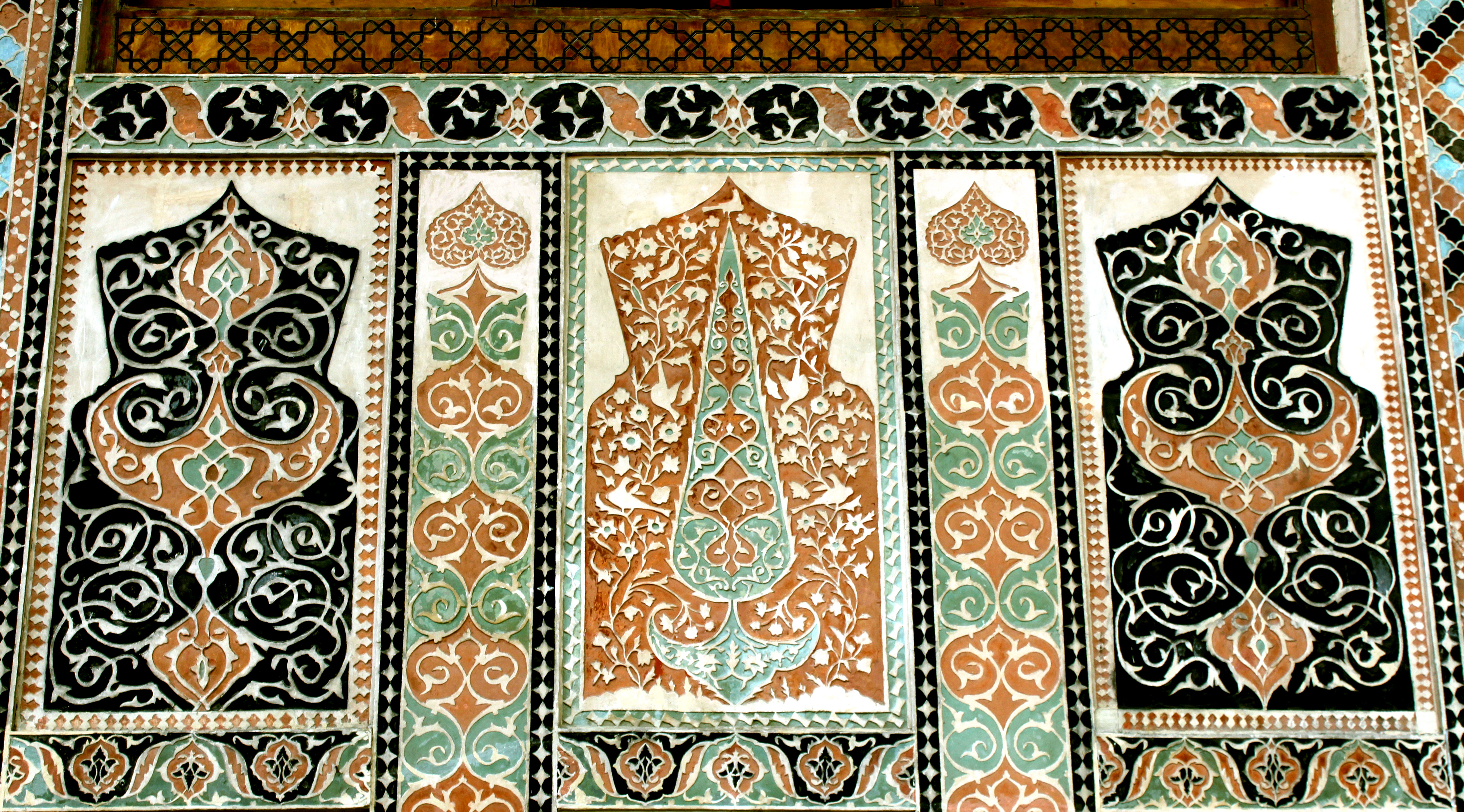
Detalles de fachada
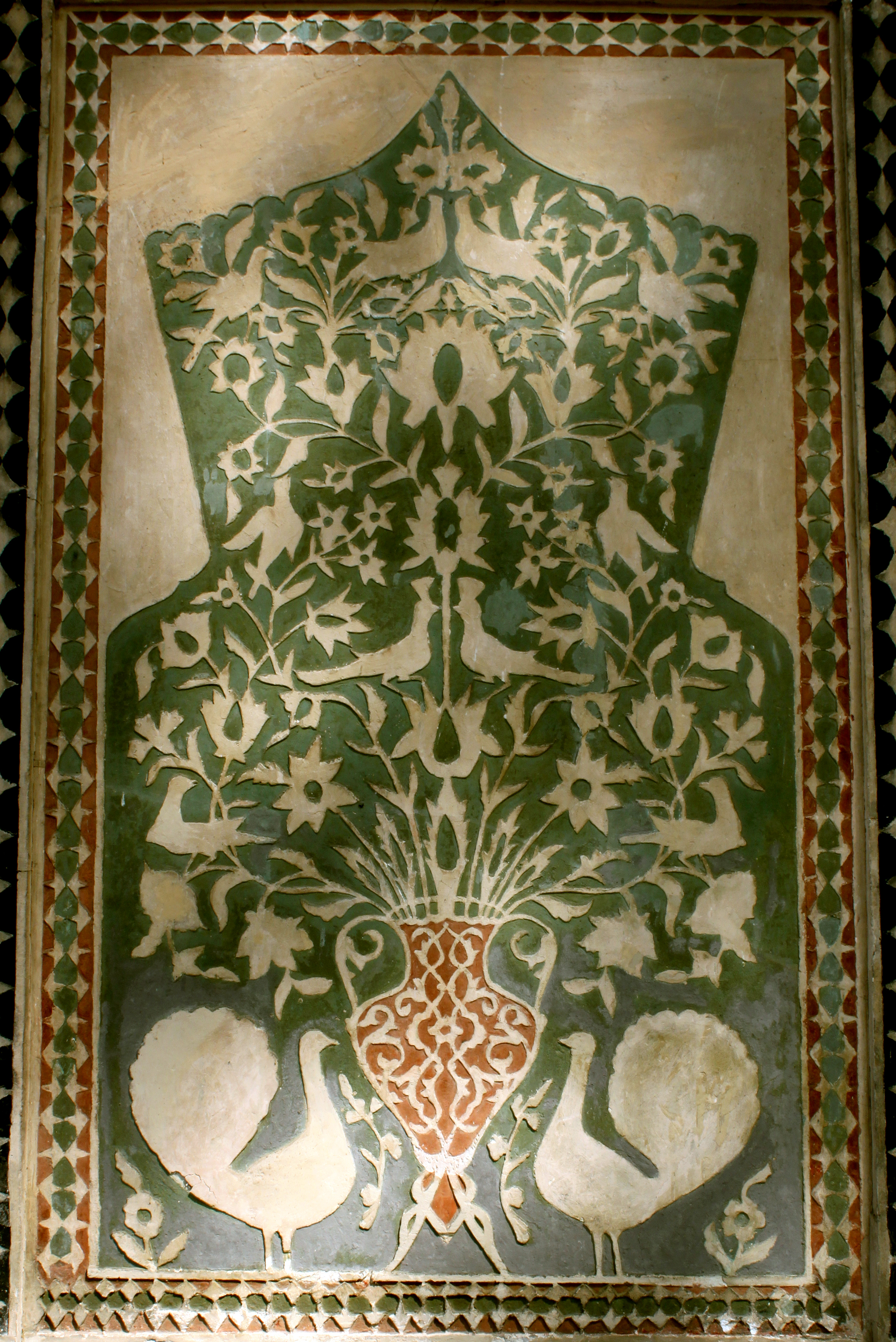
Detalles de fachada 2
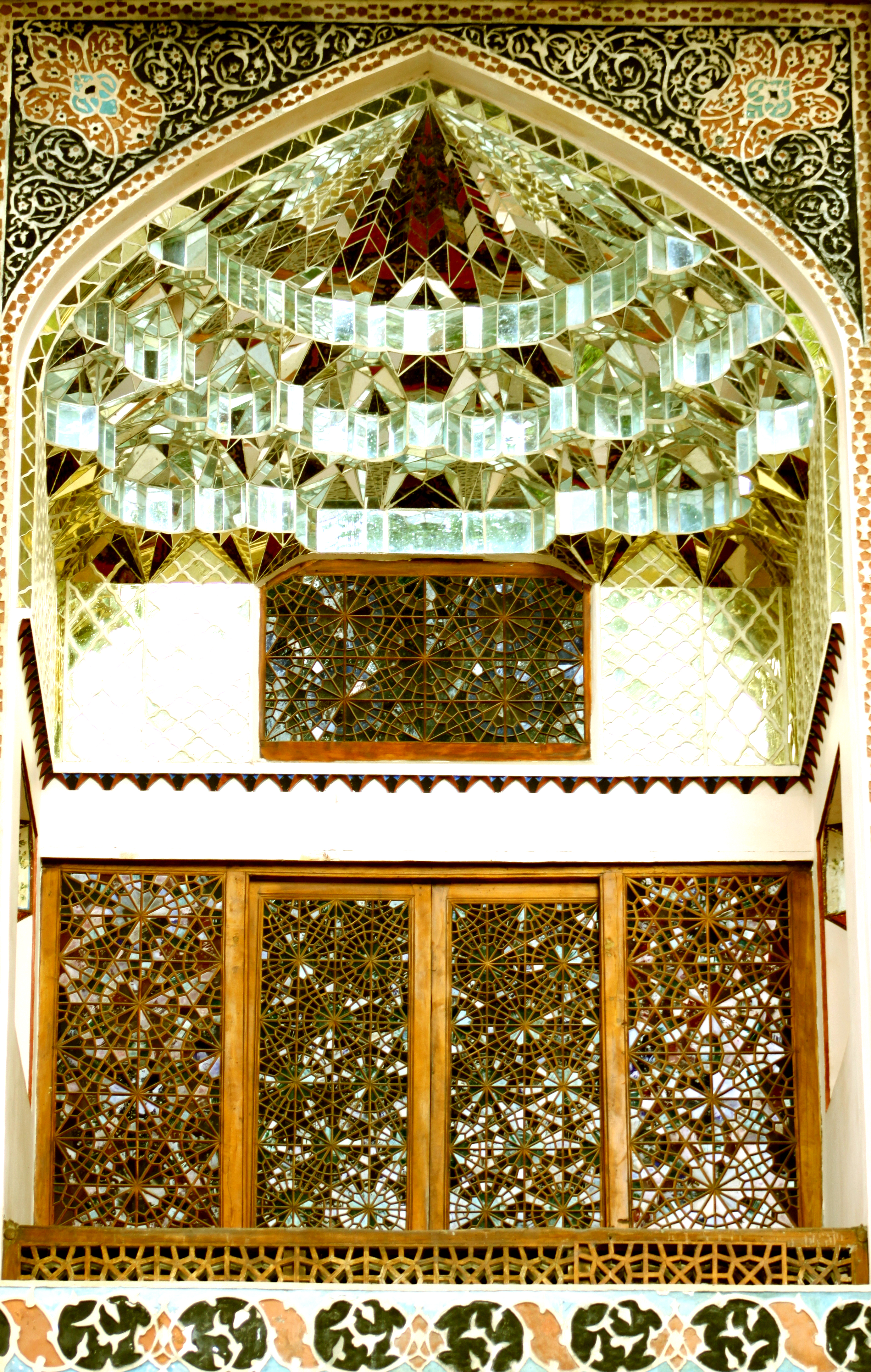
Detalles de fachada 3
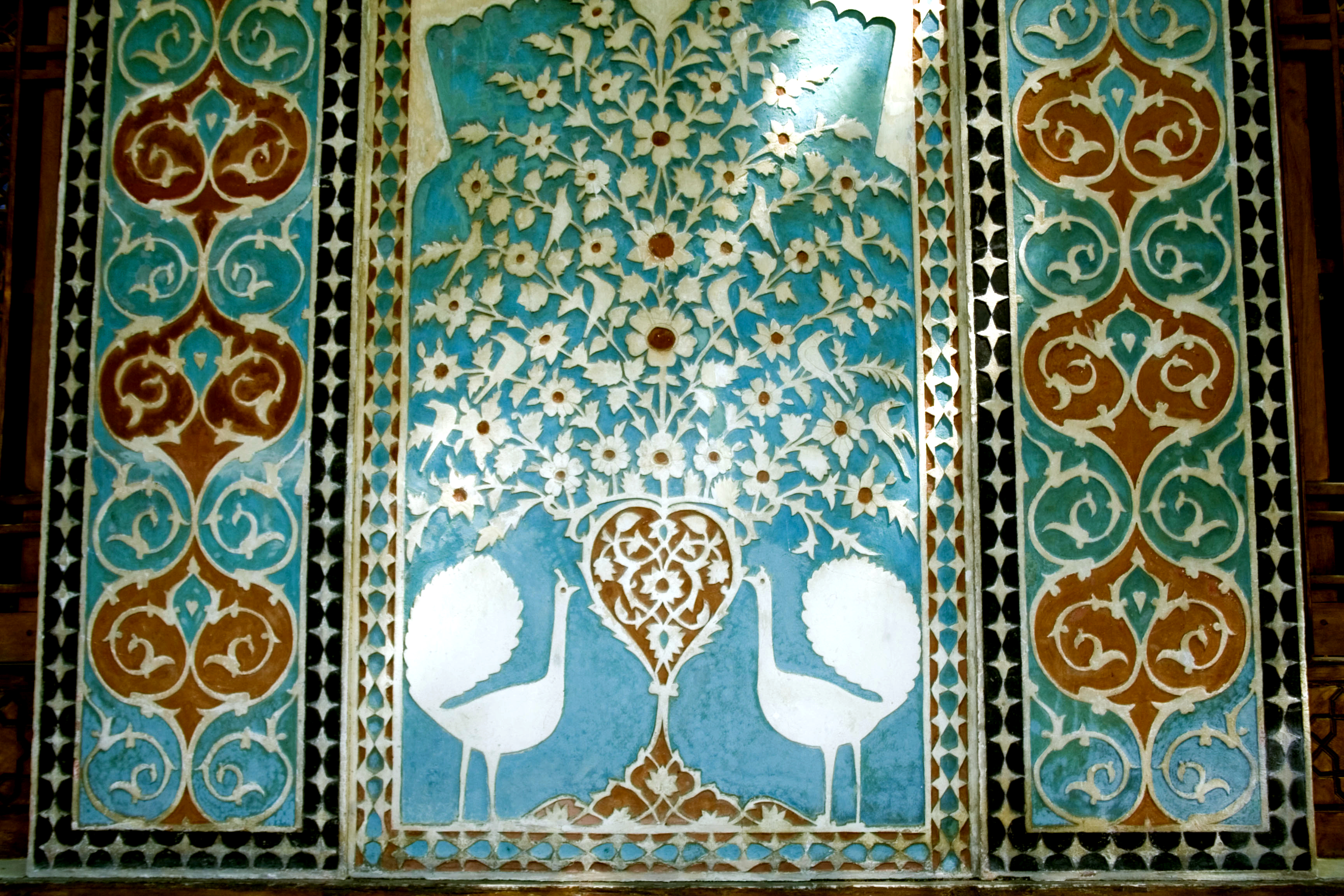
Detalles de fachada 4
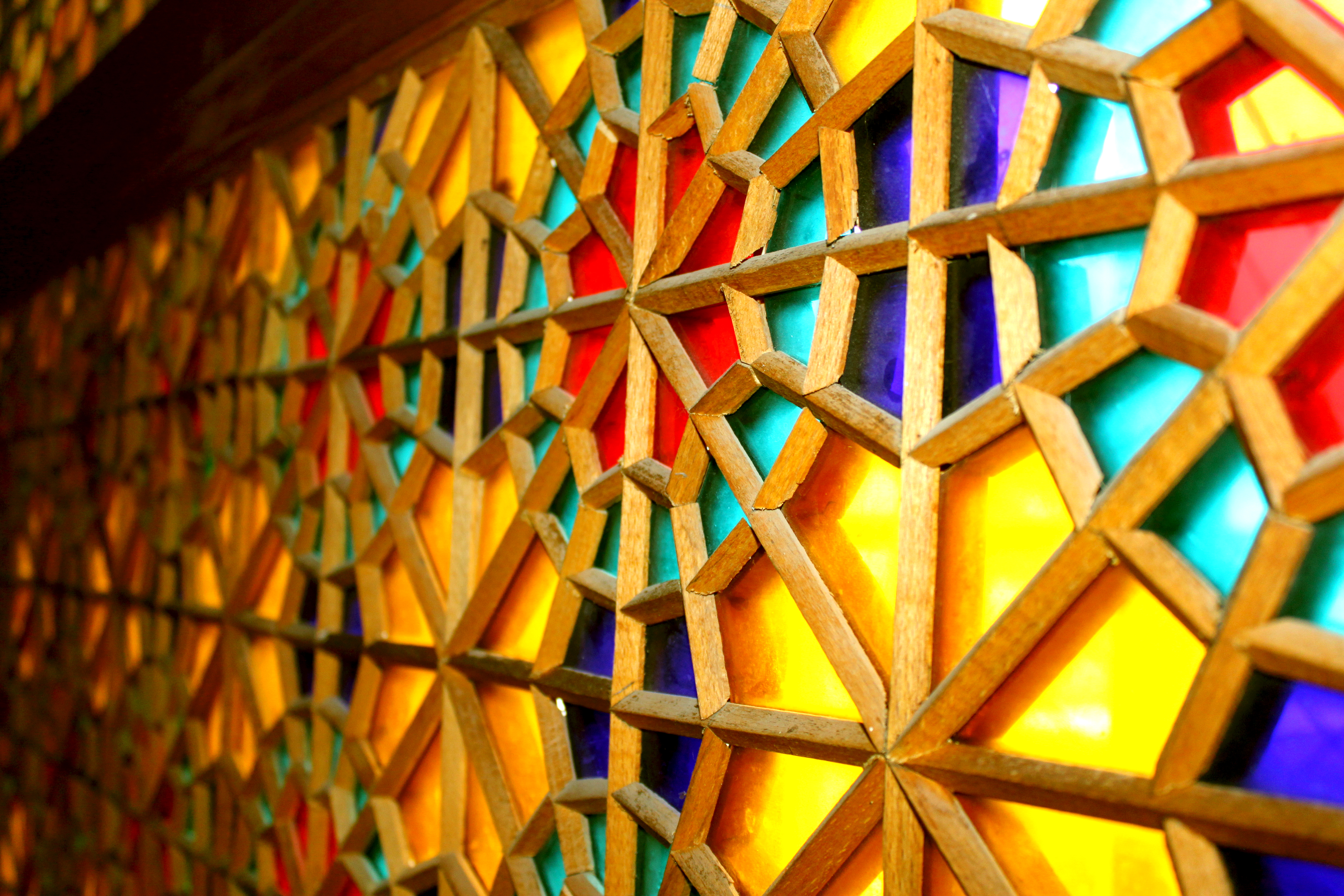
Detalles de fachada 5 (shabaka)
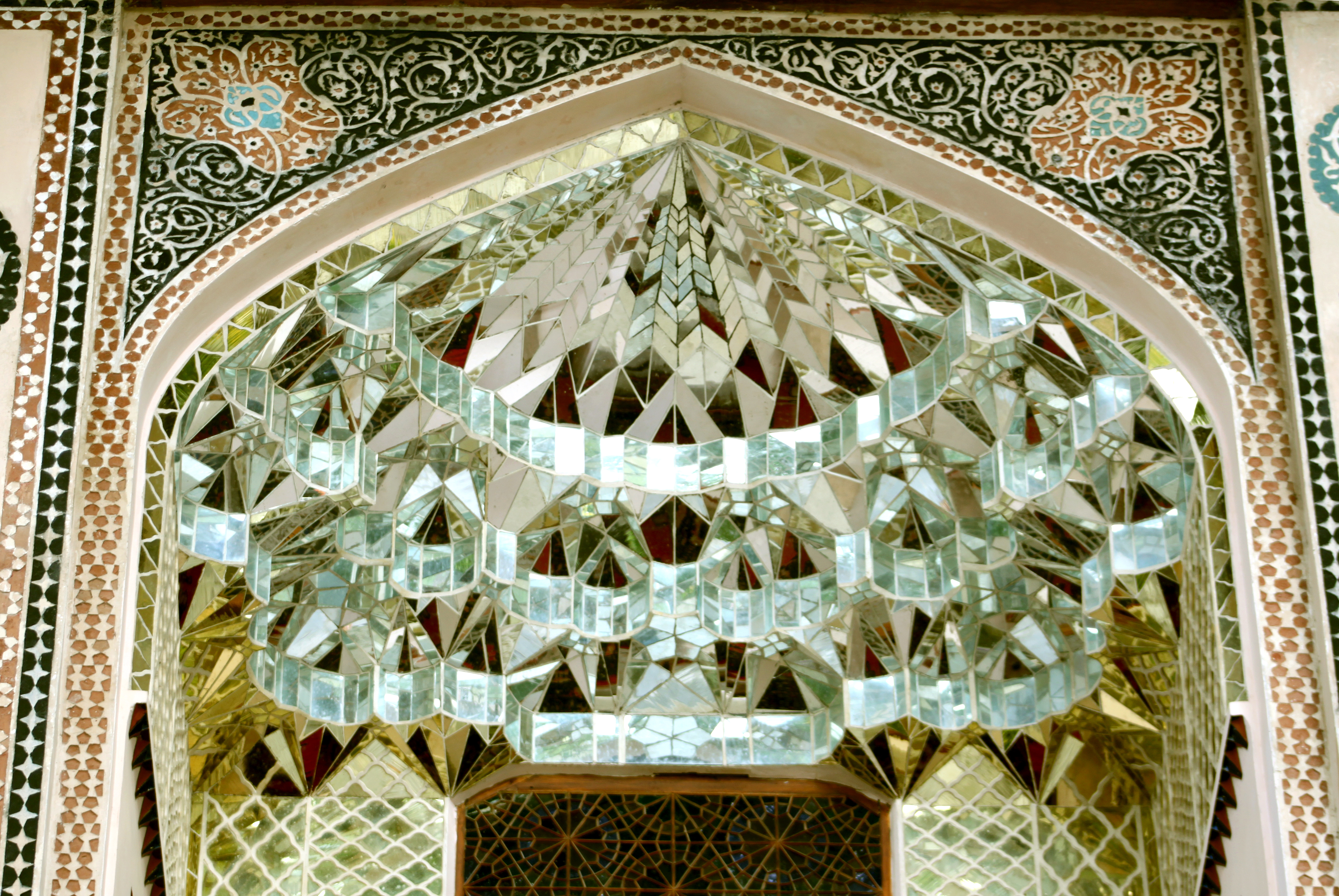
Detalles de fachada 6
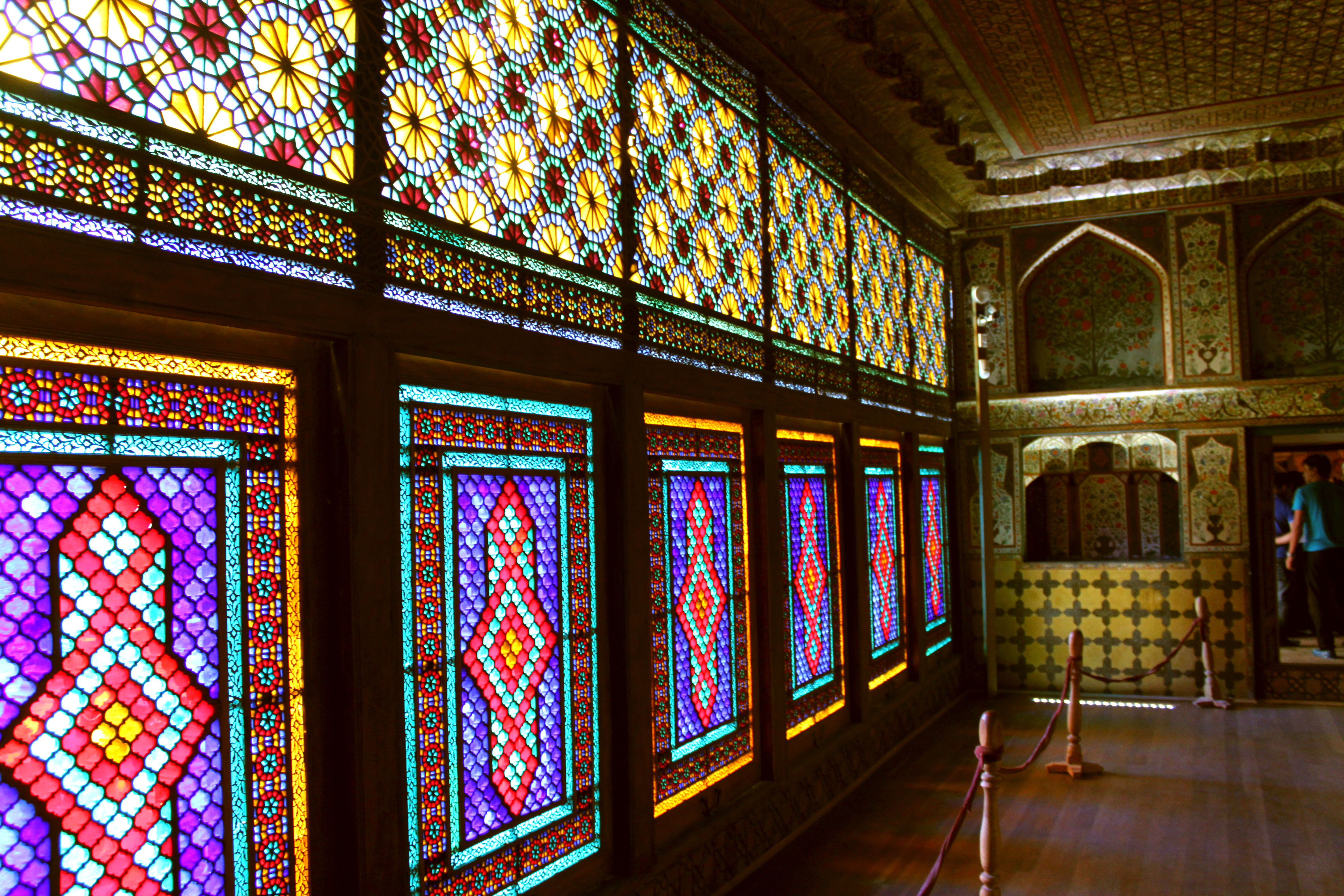
Decoración interior del palacio
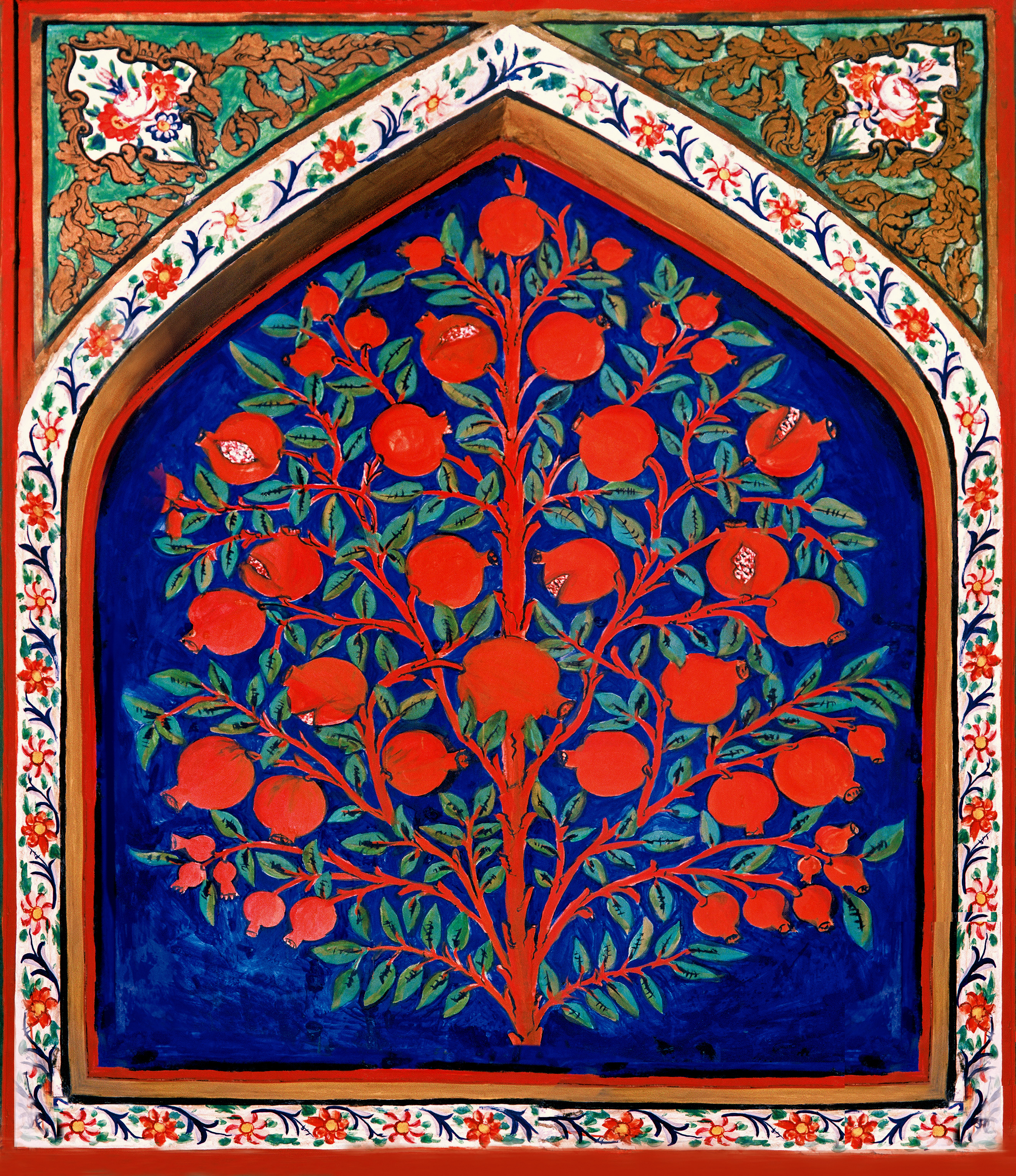
Decoración interior del palacio 2
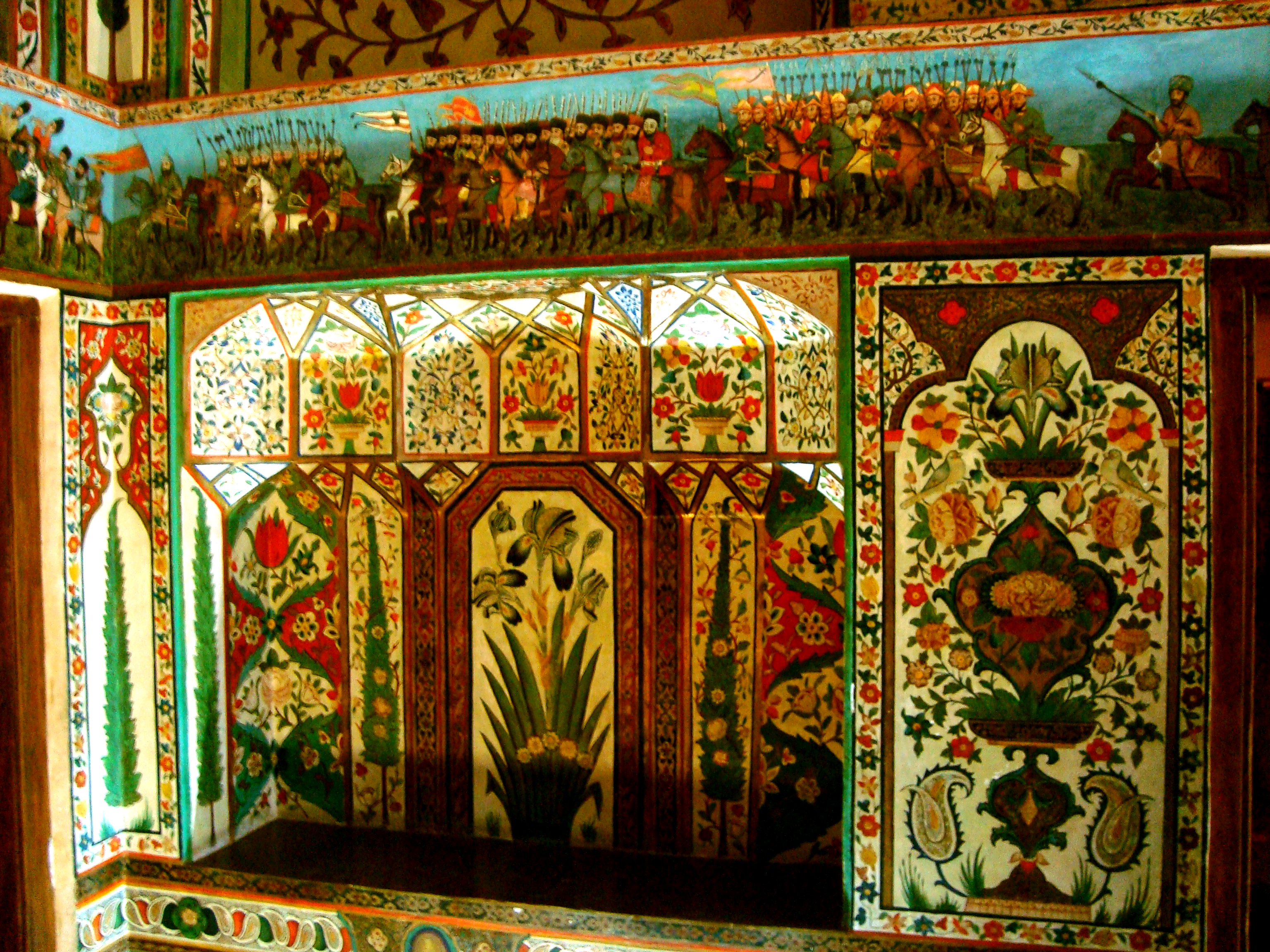
Decoración interior del palacio 3
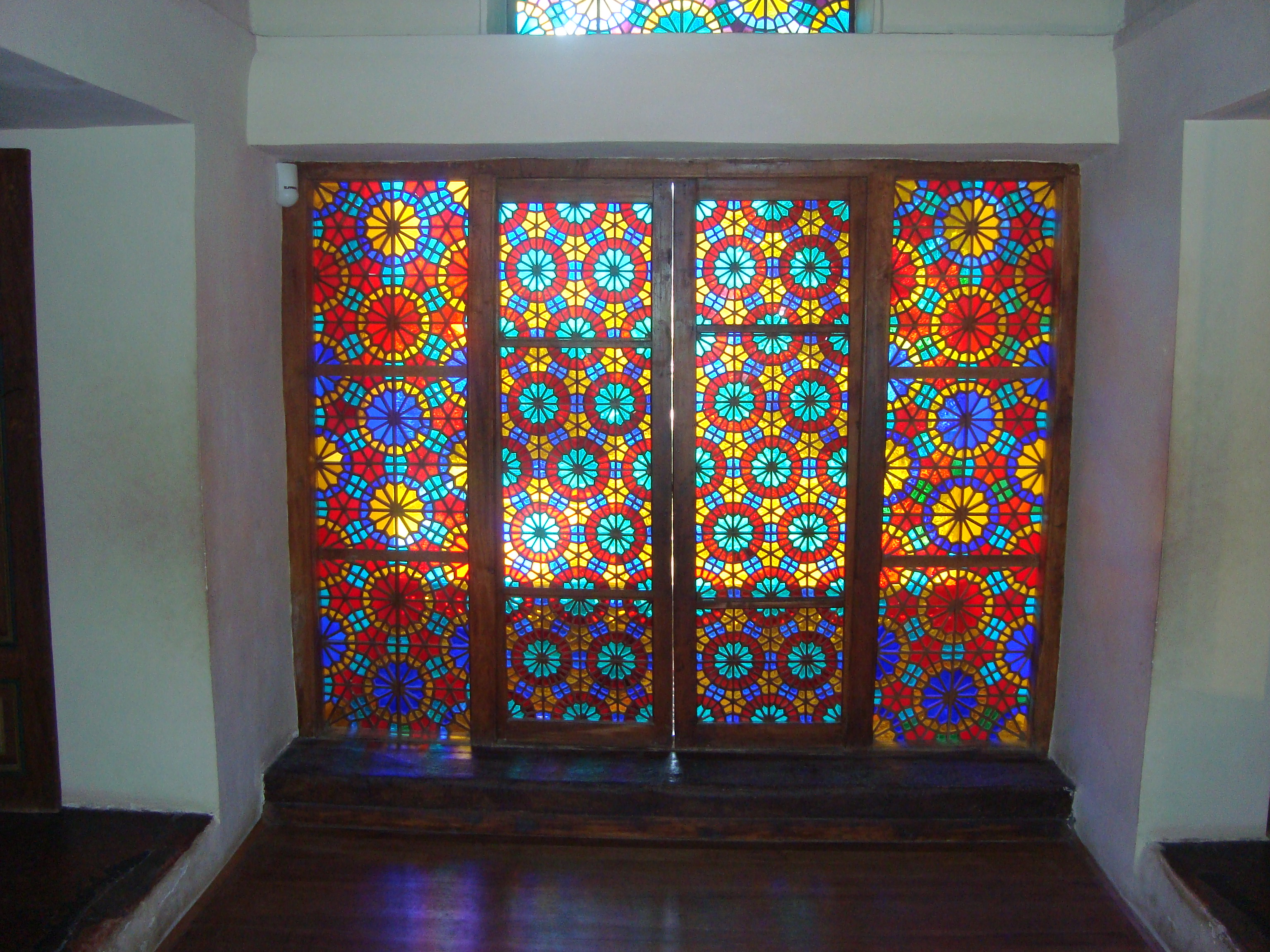
Decoración interior del palacio 4
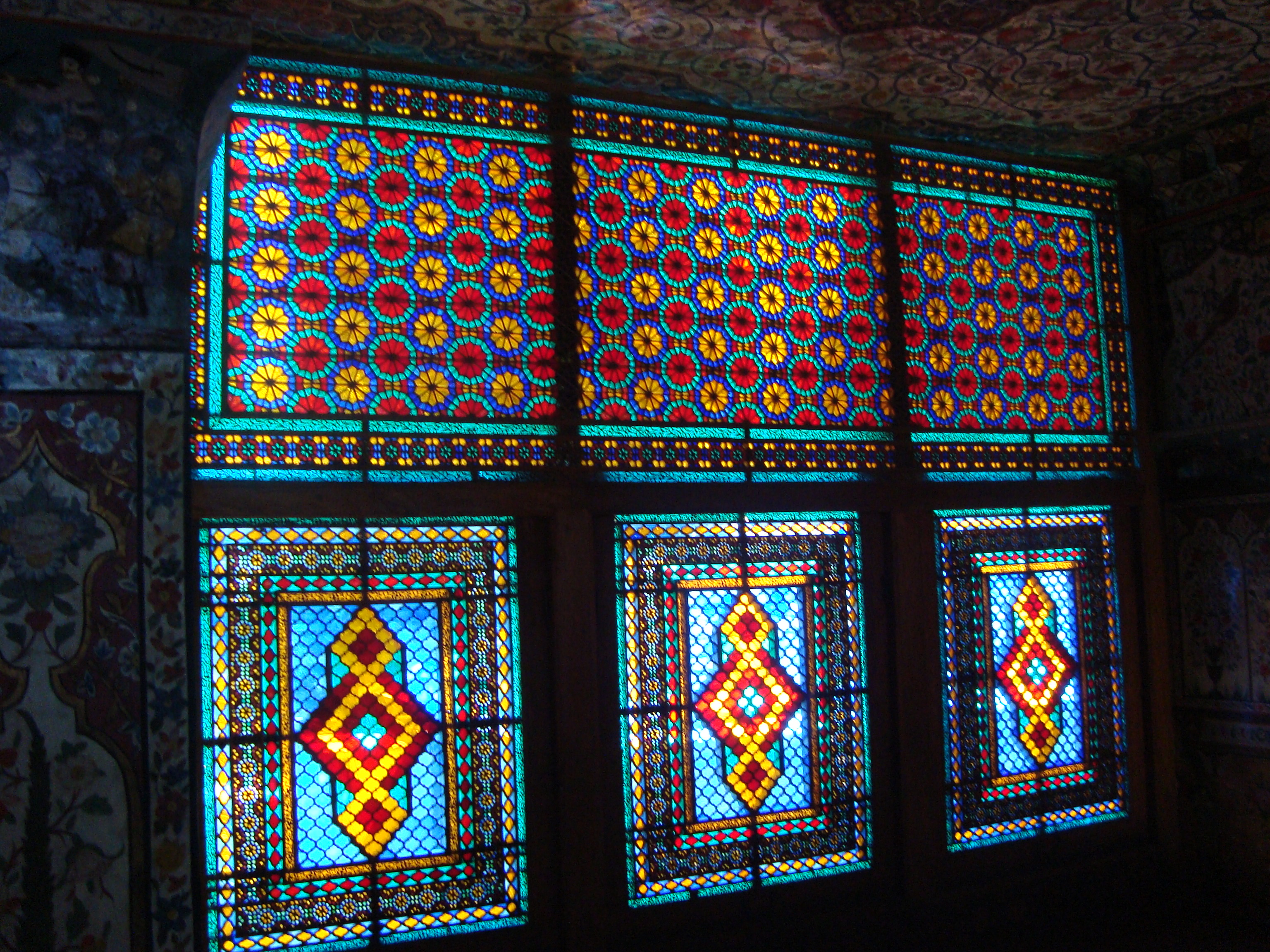
Decoración interior del palacio 5
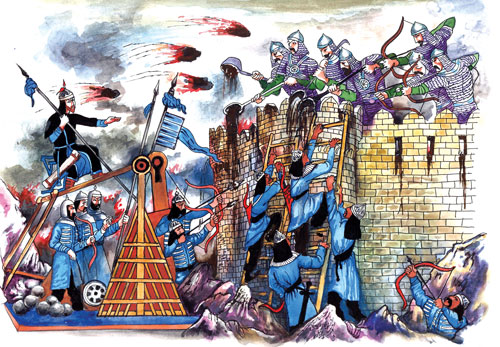
Escena de batalla en las paredes del palacio
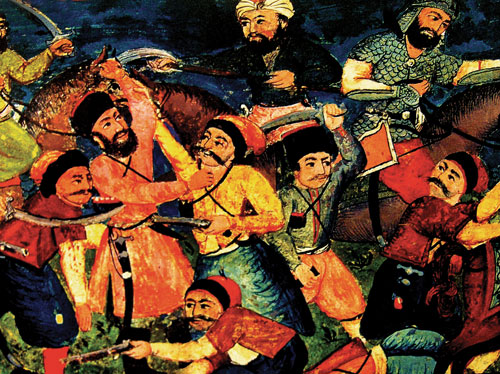
Escena de batalla en las paredes del palacio 2
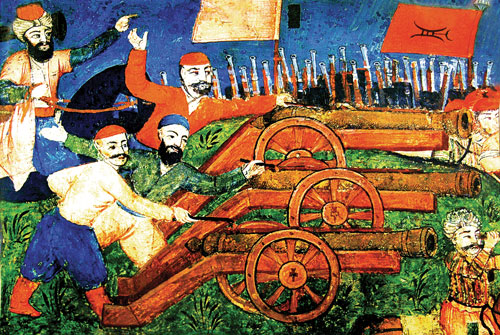
Escena de batalla en las paredes del palacio 3
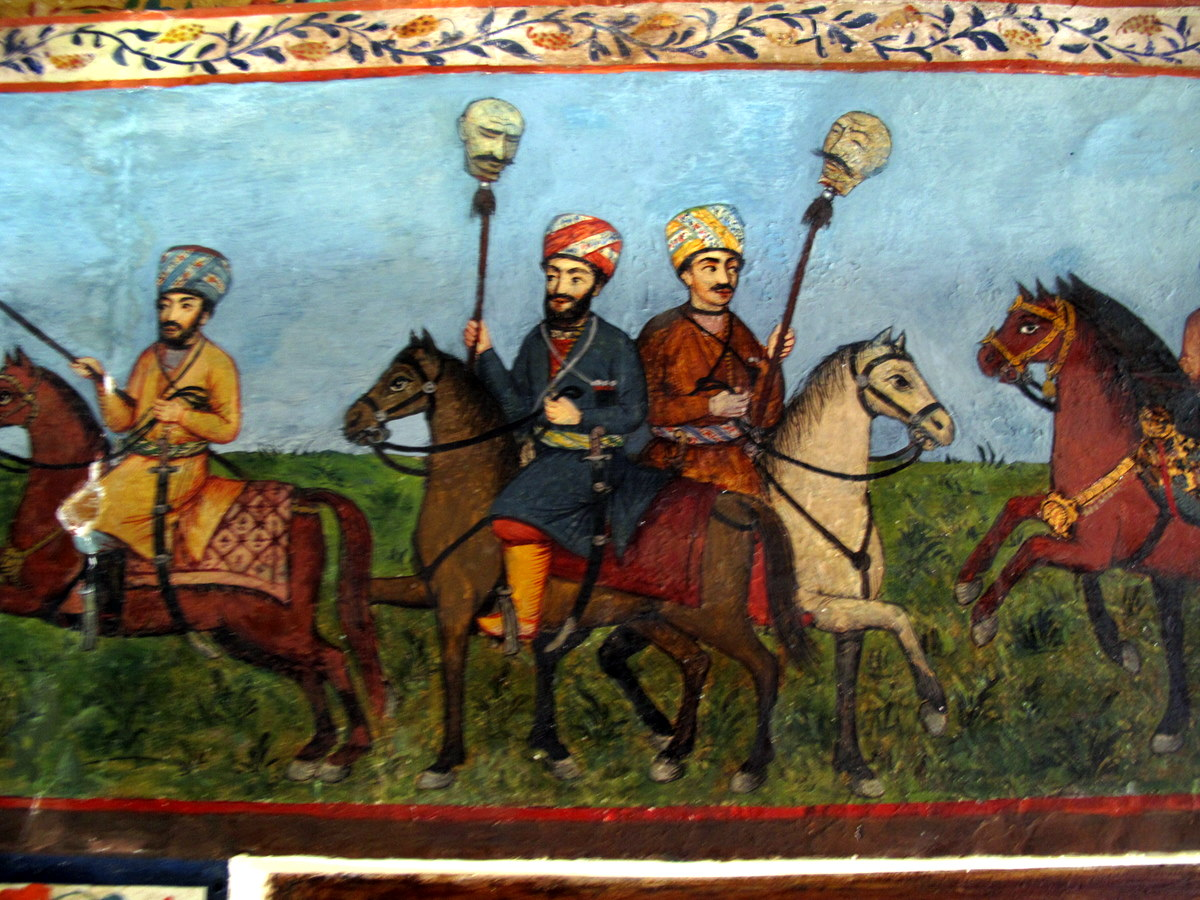
Escena de batalla en las paredes del palacio 4

## Caravasar
Caravasar en Sheki es un monumento histórico. Fue construido en el siglo XVIII en la Gran Ruta de la Seda. Caravasar tiene dos partes, tradicionalmente llamados "Yukhari", que significa "superior" y "Ashaghi" "inferior". El caravasar "inferior" tiene una forma rectangular con un gran patio interior en el centro del cual se encuentra una piscina. El área total del caravasar es de 8000 m² y tiene 242 habitaciones. El caravasar "superior" tiene forma de trapecio. El área total del edificio es de 6000 m² y tiene aproximadamente 300 habitaciones. Un parte de Yukhari Caravasar se usa como hotel.

### Galería

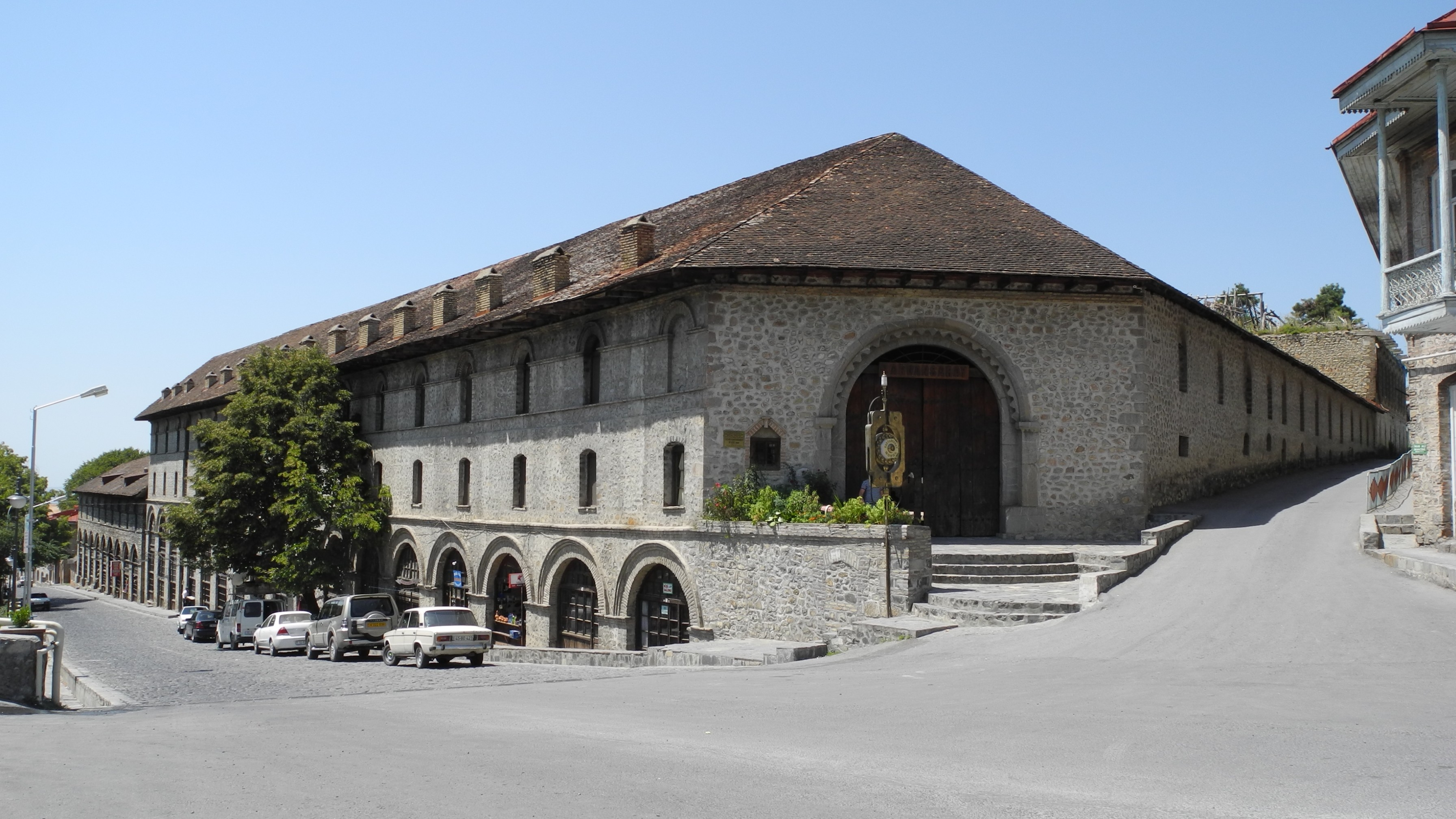
Yukhari Caravasar
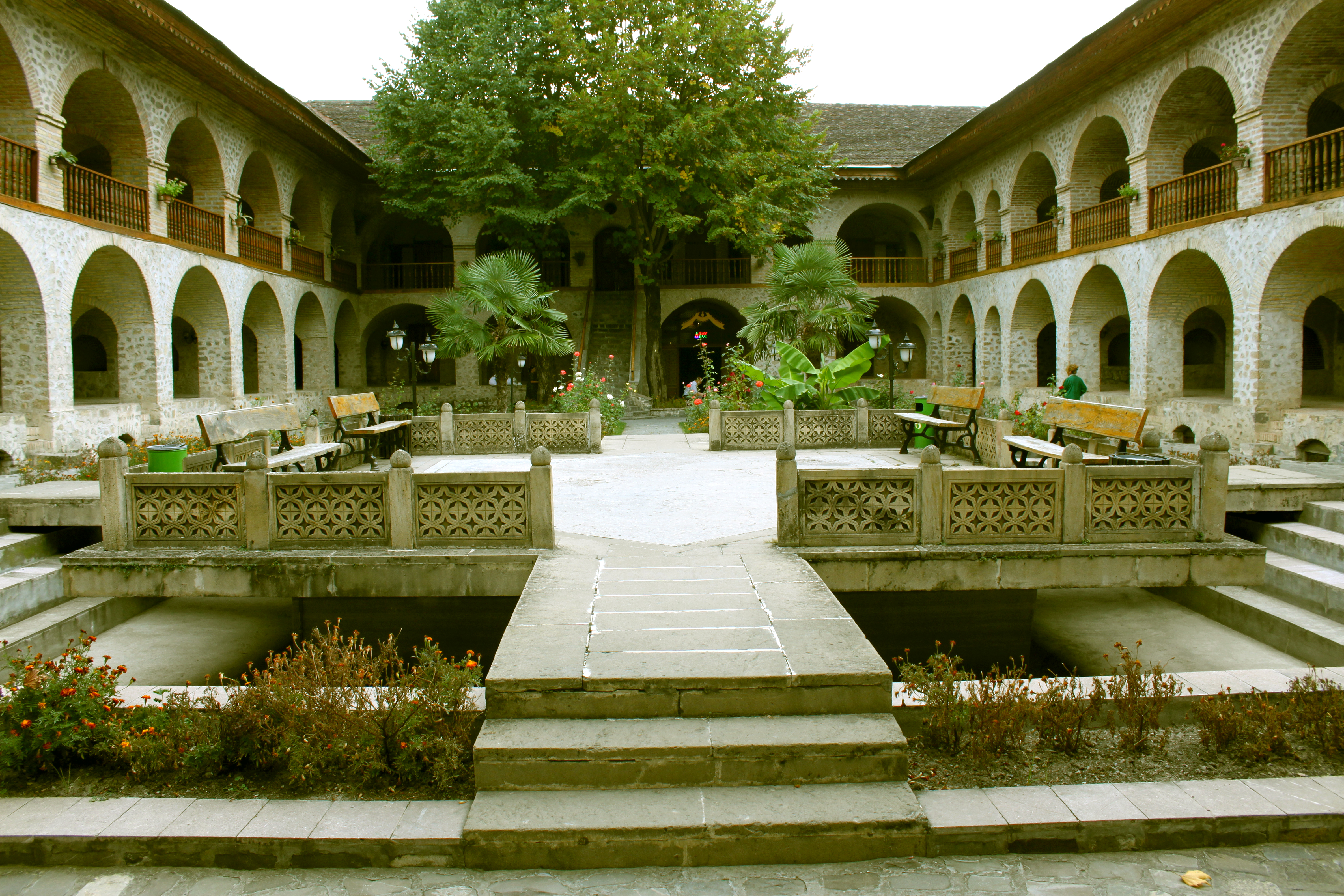
Yukhari Caravasar 2
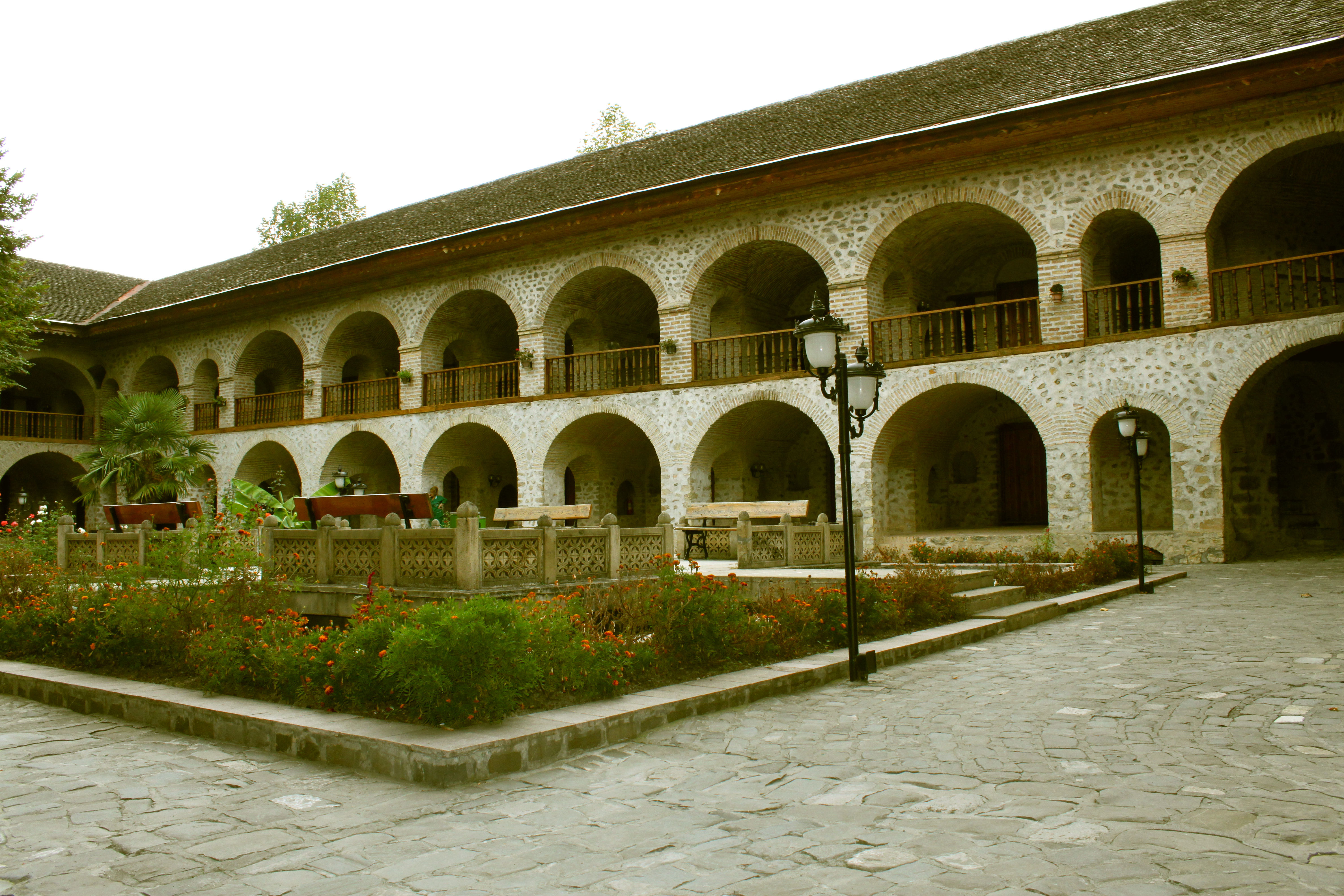
Yukhari Caravasar 3
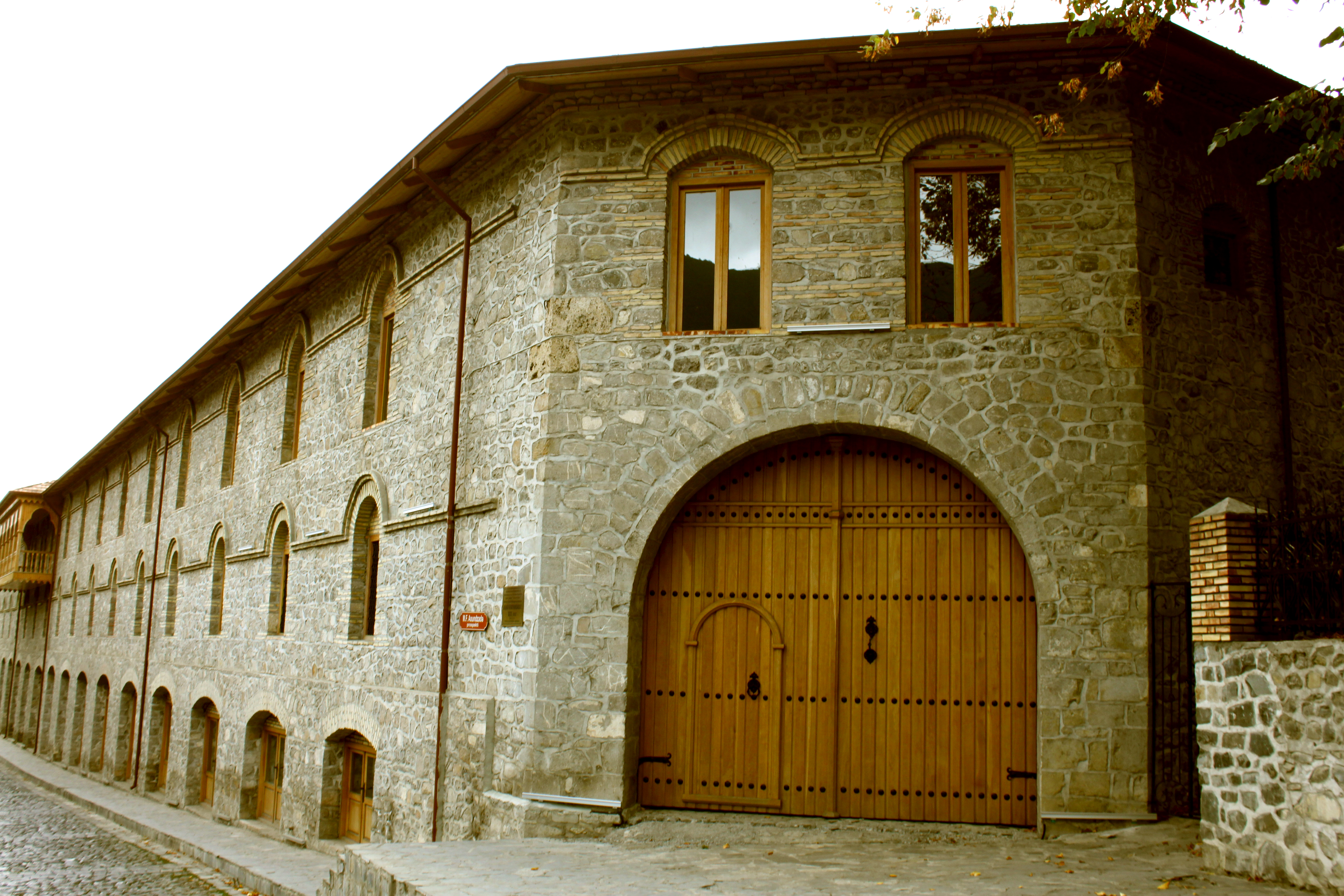
Ashaghi Caravasar
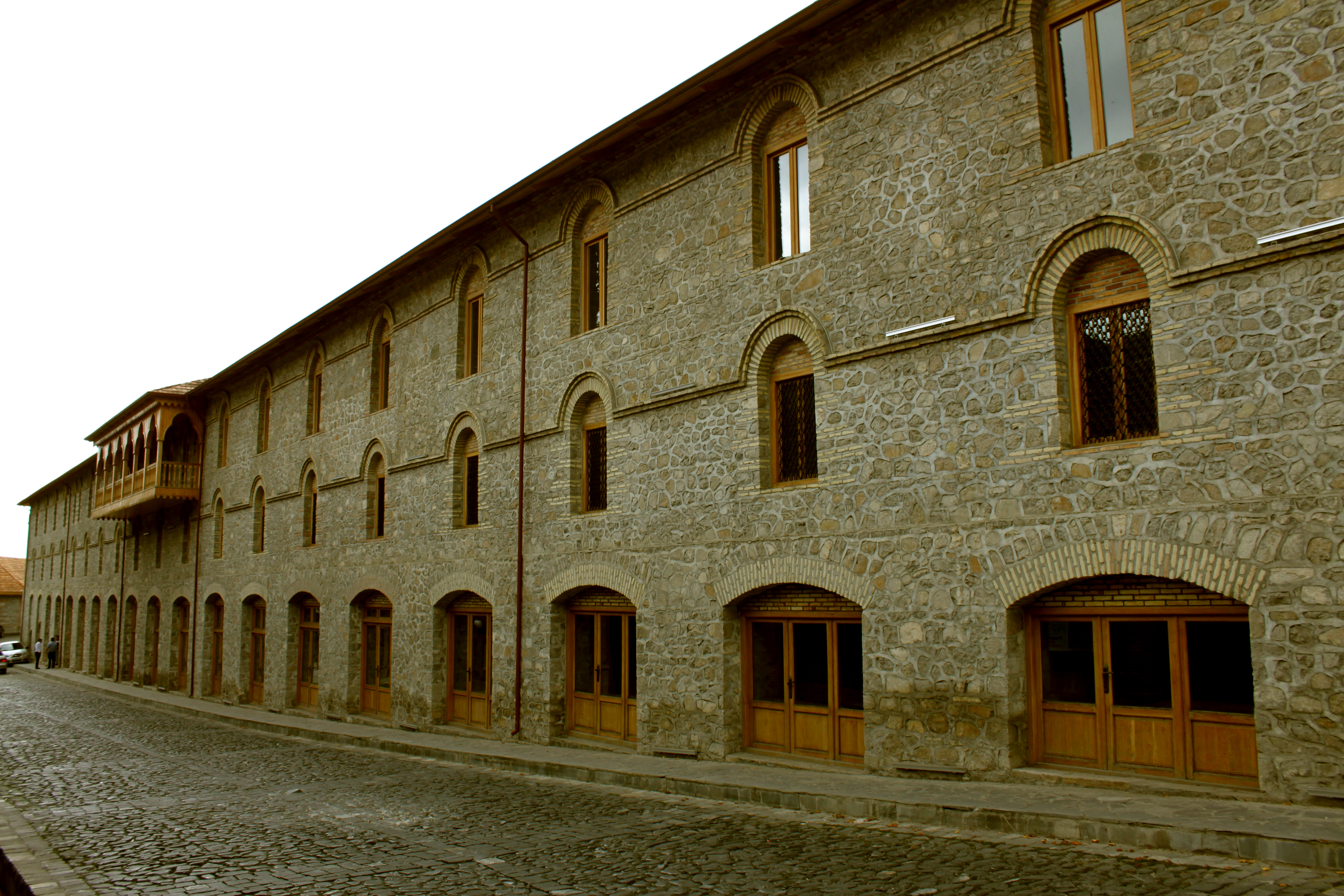
Ashaghi Caravasar 2

## Chovgan
Chovgan (en azerí çovqan) es un deporte colectivo con caballos practicado en Sheki.El nombre del juego hace referencia al nombre de la herramienta utilizada en el juego, un palo de punta curva hecho de madera.  Este deporte fue el juego más antiguo jugado en Azerbaiyán entre los siglos IX y XVII, y que su práctica se acompañaba de música, con seis a ocho (incluso más) caballos por equipo, con diferentes colores.Las menciones del chovgan también aparecen en Cosroes y Shirin, un poema del poeta y pensador persa Nezamí Ganyaví, y en páginas de la épica clásica turca Kitabi Dede Korkut.
En 1979, un documental llamado Chovgan game, filmado por el cineasta azerbaiyano Jafar Jabbarly, registró las reglas del deporte y su desarrollo histórico. En los últimos años, sin embargo, el deporte se ha recuperado. Desde 2006, Azerbaiyán celebra un torneo nacional en diciembre conocido como «Copa del Presidente» en el Centro de Turismo Ecuestre de la República, en Dashyuz, cerca de Şəki. El primero de ellos, celebrado del 22 al 25 de diciembre de 2006, enfrentó a equipos de diversas ciudades de Azerbaiyán, incluyendo Şəki, Ağdam, Ağstafa, Balakən, Qaj, Qazaj, Oğuz y Zaqatala.  Tradicionalmente, los caballos de Karabaj son los preferidos para el juego gracias a su combinación de agilidad y temperamento relativamente tranquilo.
En 2013, la práctica del chovgan en la República de Azerbaiyán, fue incluido en la Lista de Patrimonio Cultural Inmaterial de la UNESCO en necesidad de salvaguardias urgentes.

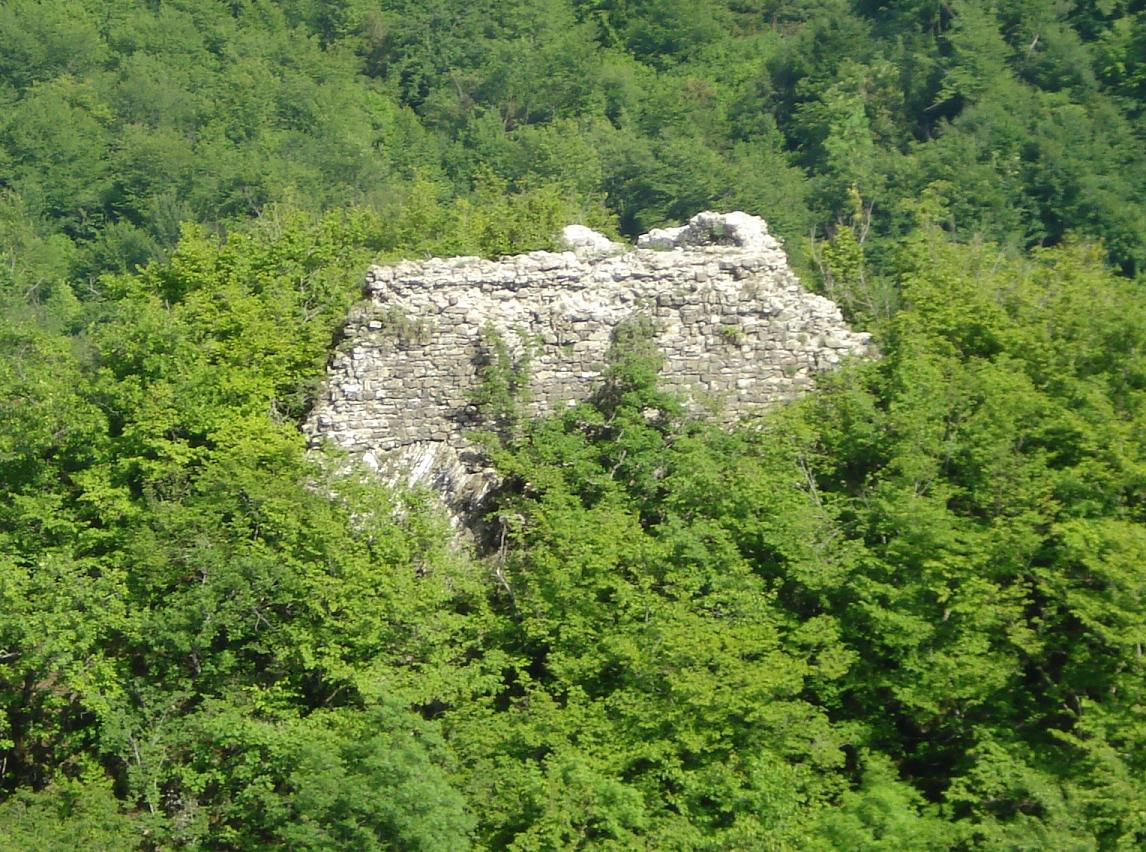
Fortaleza Galarsan-Gorarsan

## Galarsan-Gorarsan
Galarsan-Gorarsan (en azerí Gələrsən - Görərsən, en la traducción de la lengua azerí el nombre de la fortaleza significa "vendrá-verá".) es una fortaleza de la Edad Media, cuyas ruinas quedan en la costa del río de Kish, a unos cuatro kilómetros de la ciudad de Shaki, en la cima de la montaña Garatepe, en Azerbaiyán. La construcción de la fortaleza se remonta a los siglos VIII-IX. Gelersen-Gorersen se consolidó a fondo y se utilizó para la defensa. Con el título de esta fortaleza relaciona un episodio histórico interesante del kanato de Sheki. Nadir Shah en 1744 con un gran ejército atacó Shaki. Después de 4 meses en la oferta de rendición, Haji Celebi enviar respuesta Nadir Shah de manera amenazante "vendrá-verá".  Nadir Shah decidió sitiar el castillo, pero no pudo soportarlo y se retiró. Después de eso, la fortaleza se llama "Galarsan-Gorarsan".

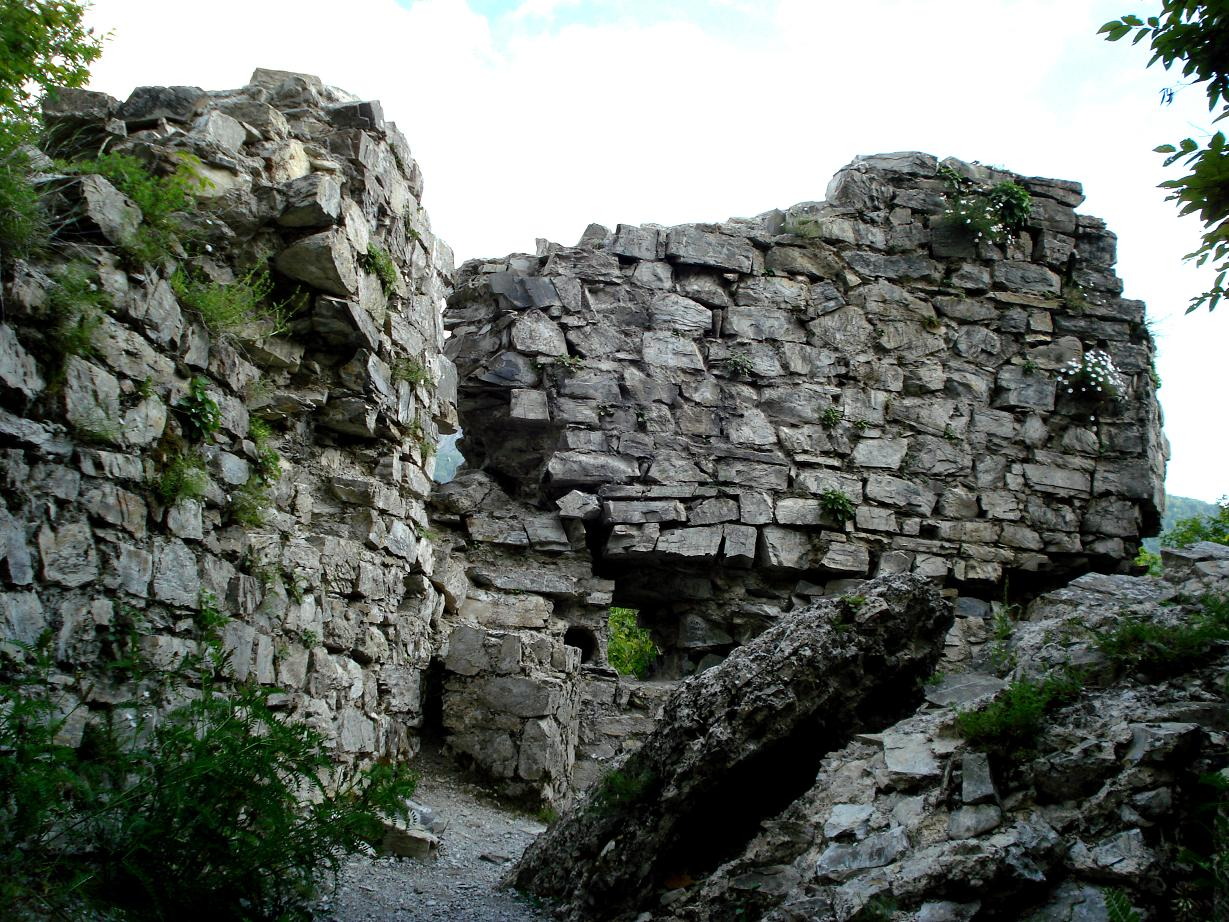
Fortaleza Galarsan-Gorarsan

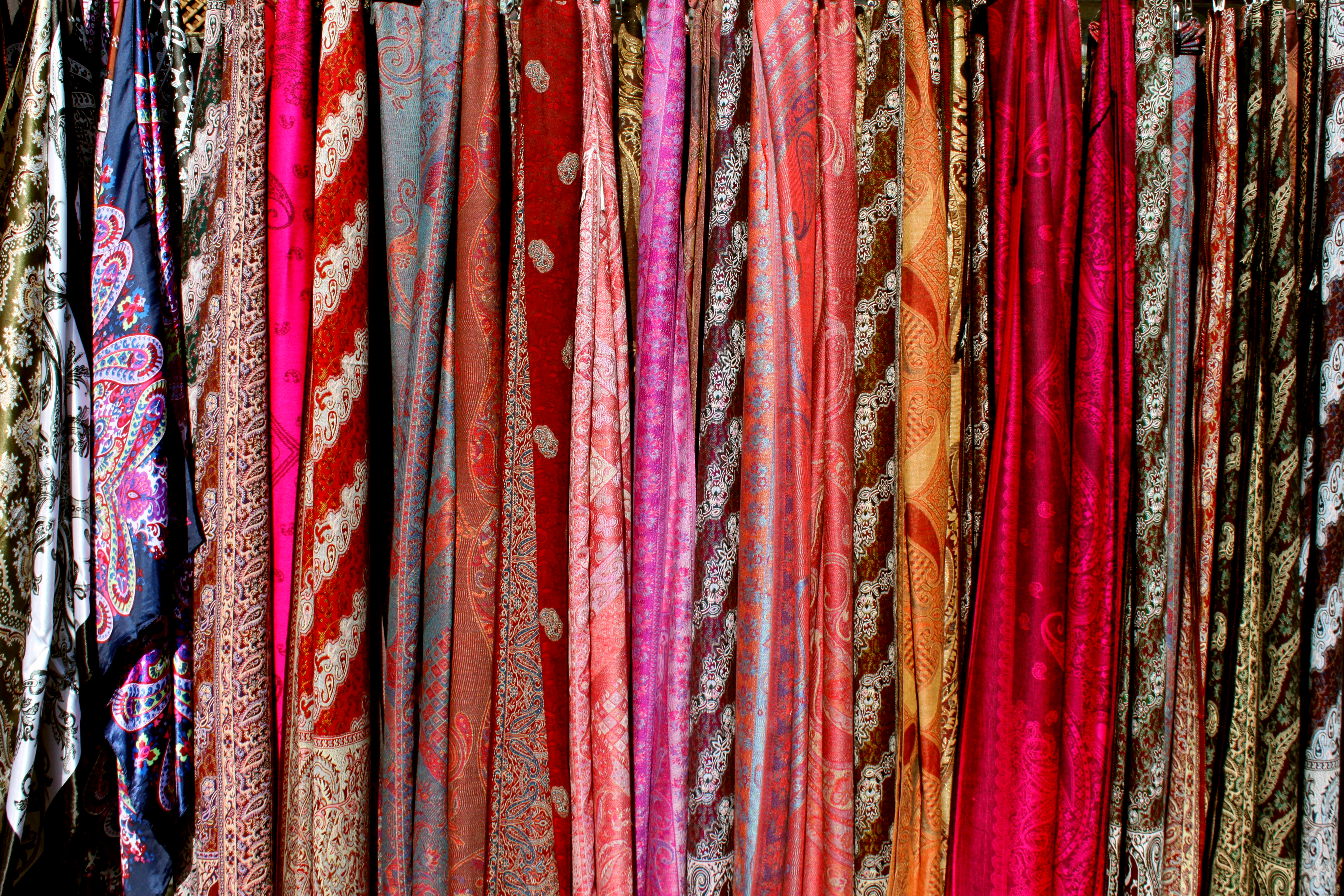
Kelaghayi de la seda de Azerbaiyán, Sheki

## Kelaghayi
Kelaghayi (en azerí kəlağayı) es pañuelo de cabeza en seda para el tocado de las mujeres. El arte de fabricación del “kelaghayi” tiene su raíz en usos tradicionales extendidos a lo largo de toda la Ruta de la Seda, y en Azerbaiyán se concentra en Sheki . La confección de este tocado femenino abarca varias fases: el tejido de la tela de seda, su tinte y su ornamentación mediante el uso bloques de madera. Los tejedores se procuran hilos finos de seda obtenidos por los sericultores y, una vez tejidos en sus telares, ponen primero a hervir y a secar la tela confeccionada y finalmente la cortan en cuadrados. Luego, los maestros artesanos tiñen con sustancias vegetales de diferentes colores los trozos de tela cortados y los ornamentan con tampones en madera empapados en soluciones a base de colofonia, parafina y aceite solidificado. Los colores de éstos tienen un significado simbólico vinculado con frecuencia a acontecimientos sociales de especial importancia –bodas, ceremonias fúnebres y celebraciones– y a algunas actividades de la vida diaria. El arte de fabricar el “kelaghayi” es una actividad familiar esencialmente y su transmisión se efectúa mediante el aprendizaje no formal. Cada familia posee sus propios estilos y motivos de ornamentación. La fabricación del “kelaghayi” y su utilización como tocado por parte de las mujeres constituyen una expresión cultural identitaria, una tradición religiosa y un símbolo de cohesión social que contribuyen a reforzar el papel de la mujer y la unidad cultural en la sociedad azerbaiyana. Kelaghayi inscrito en 2014 en la Lista Representativa del Patrimonio Cultural Inmaterial de la Humanidad de UNESCO.

## Iglesia de Kish
Iglesia de Kish (en azerí Kiş kilsəsi), que también conocido por diferentes fuentes como Iglesia de San Eliseo (en azerí Müqəddəs Yelisey kilsəsi) - es una iglesia albanesa caucásica, ubicada en el pueblo de Kiş, aproximadamente a 5 km al norte de Sheki.

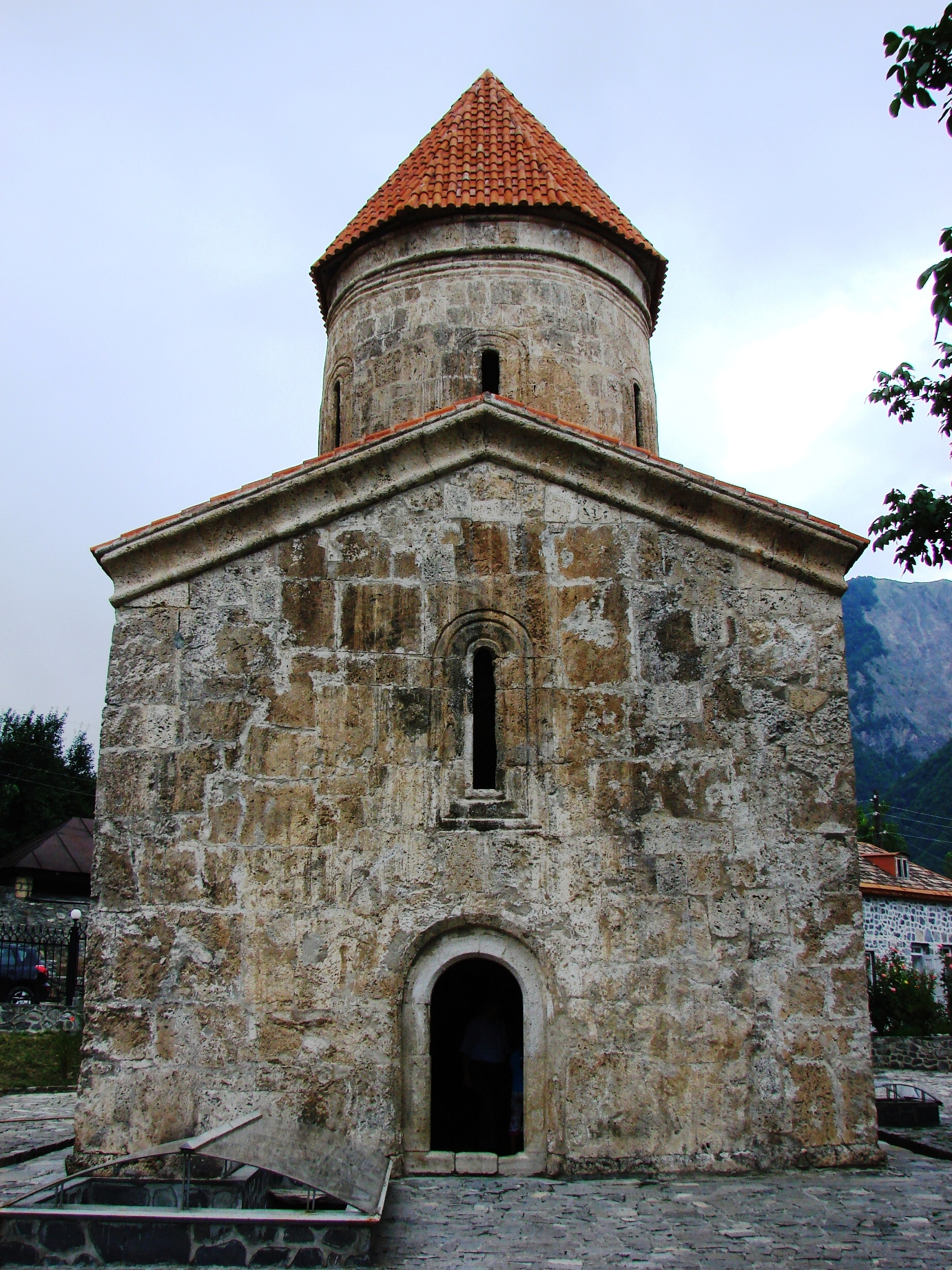
Iglesia en el pueblo de Kish en Sheki, Azerbaiyán
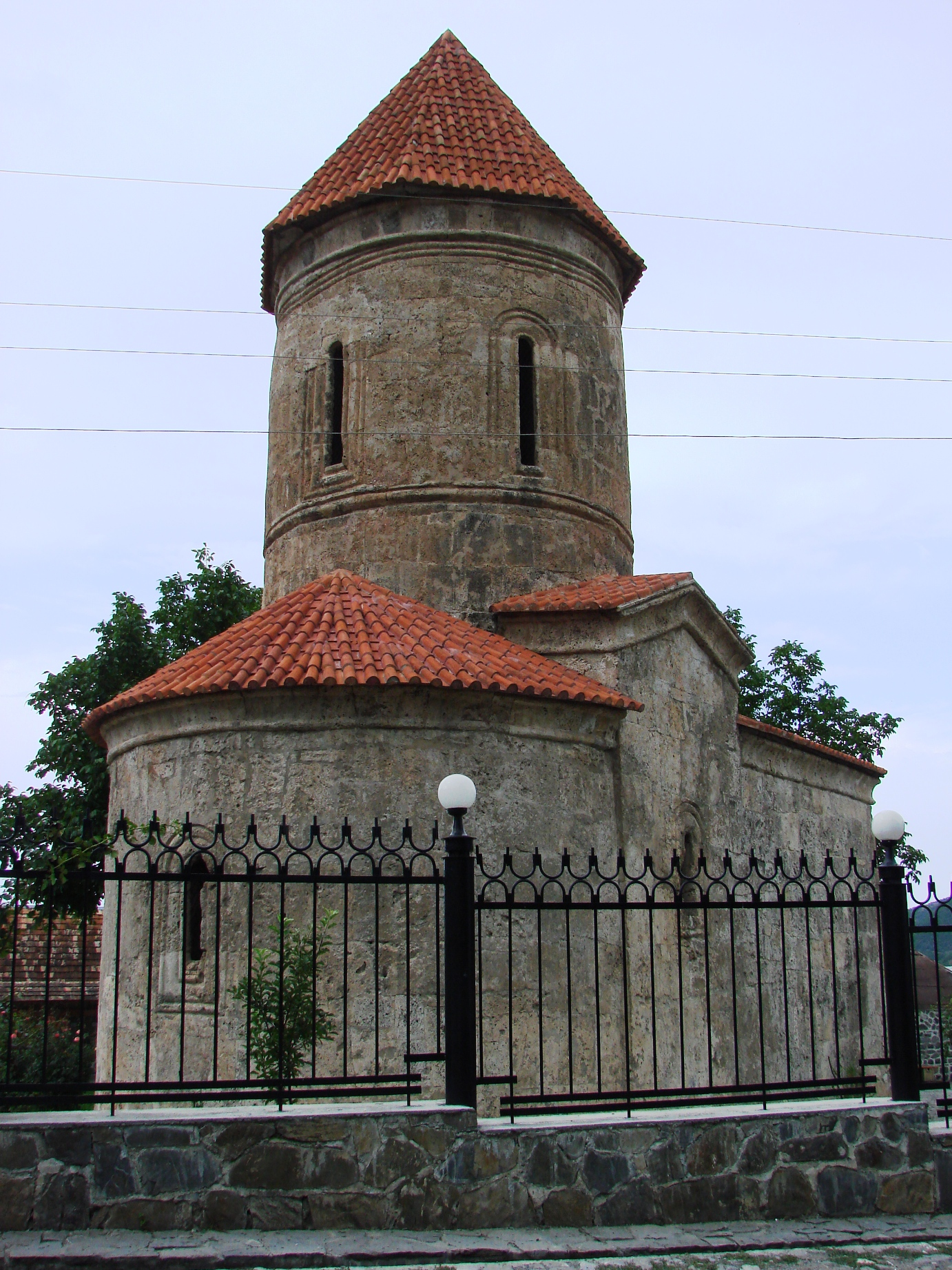
Iglesia en el pueblo de Kish en Sheki, Azerbaiyán
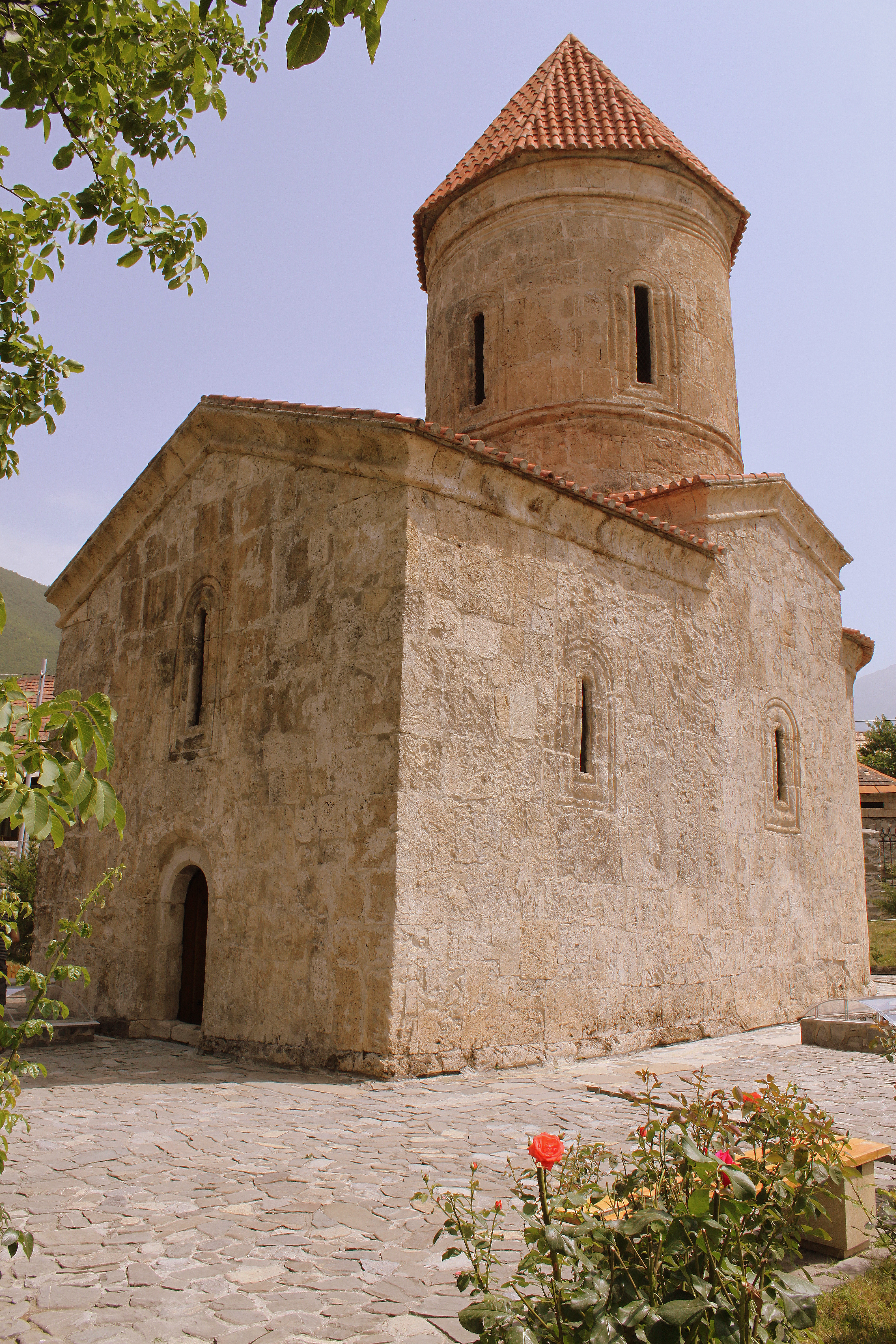
Iglesia en el pueblo de Kish en Sheki, Azerbaiyán

## Cocina de Sheki

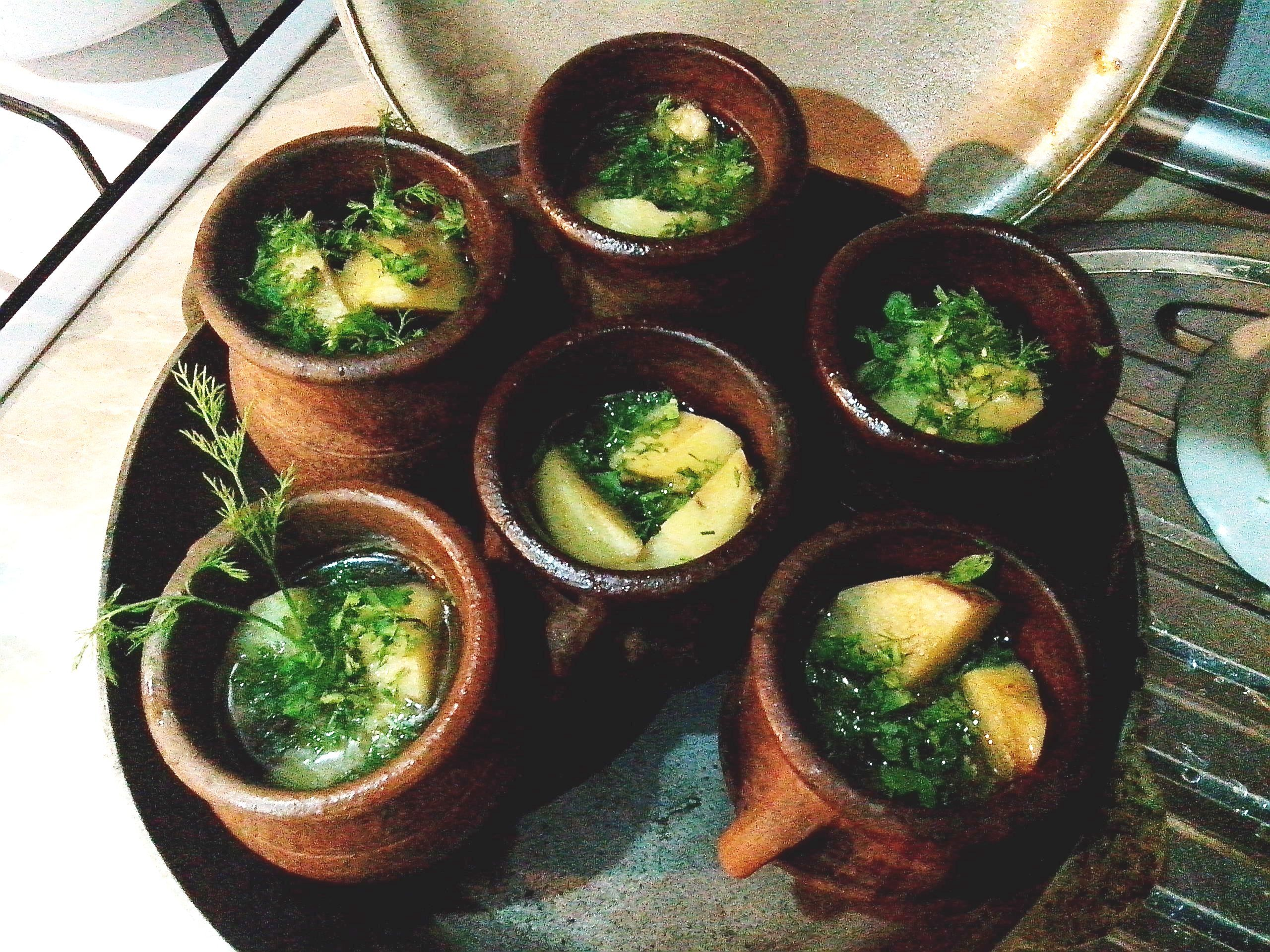
Piti

### Piti
Piti es una sopa de la cocina de Sheki, que se prepara en horno en potes especiales con carne de cordero, verduras, azafrán (para agregar sabor y color). Piti se sirve en la olla, por lo general acompañada de un plato adicional para "desmontar" la carne. La parte líquida con verduras, que se pueden comer por separado como la primera (sopa con verduras) y la segunda comida (carne). La etimología del nombre se deriva de la palabra turca "bitdi", que significa el fin de la necesidad de comer más alimentos.

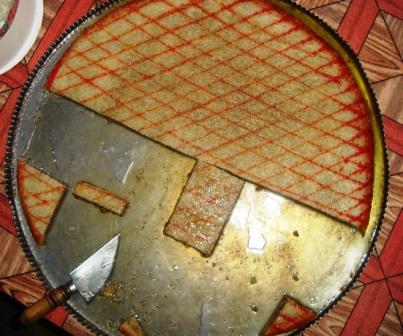
Halva de Sheki

### Halva
Halva de Sheki (en azerí Şəki halvası) es vario de dulce, especio de esta región. La masa se hace de harina de arroz y se cocina en un saj, una plancha de hierro convexo. Se recoge la masa en una taza especial con pequeños agujeros en el fondo y se la vierte rápidamente, zigzagueando en diferentes direcciones sobre el saj caliente. Los delicados hilos de la masa forman un patrón de celosía en la plancha y se cocinan muy rápido. Las finas redes están listas para ser eliminadas del saj después de un minuto. Normalmente, seis capas de las bandas de masa forman la base. Se rellenan con la mezcla de nueces y especias y se cubren con más capas de bandas de masa. El tinte rojo distintivo está hecho de una mezcla de azafrán, zanahoria seca y remolacha. El halva se coloca en un saj sobre brasas calientes donde se cocina por hasta 10 minutos.Finalmente, el halva se retira del fuego y se vierte sobre él jarabe de azúcar o, en una versión más lujosa del dulce, miel. El halva se deja reposar mientras se absorbe el jarabe, luego está listo para comer.
Hay muchas historias sobre los orígenes del halva en Sheki. Según uno de ellos, el Sheki Kan amaba los dulces y quería sorprender a algunos visitantes extranjeros en su palacio. Ordenó a sus cocineros que hicieran algo muy dulce y delicioso. Los cocineros decidieron hacer el halva que se había conocido recientemente como Sheki Halva. 